# Représentations diplomatiques de la Pologne

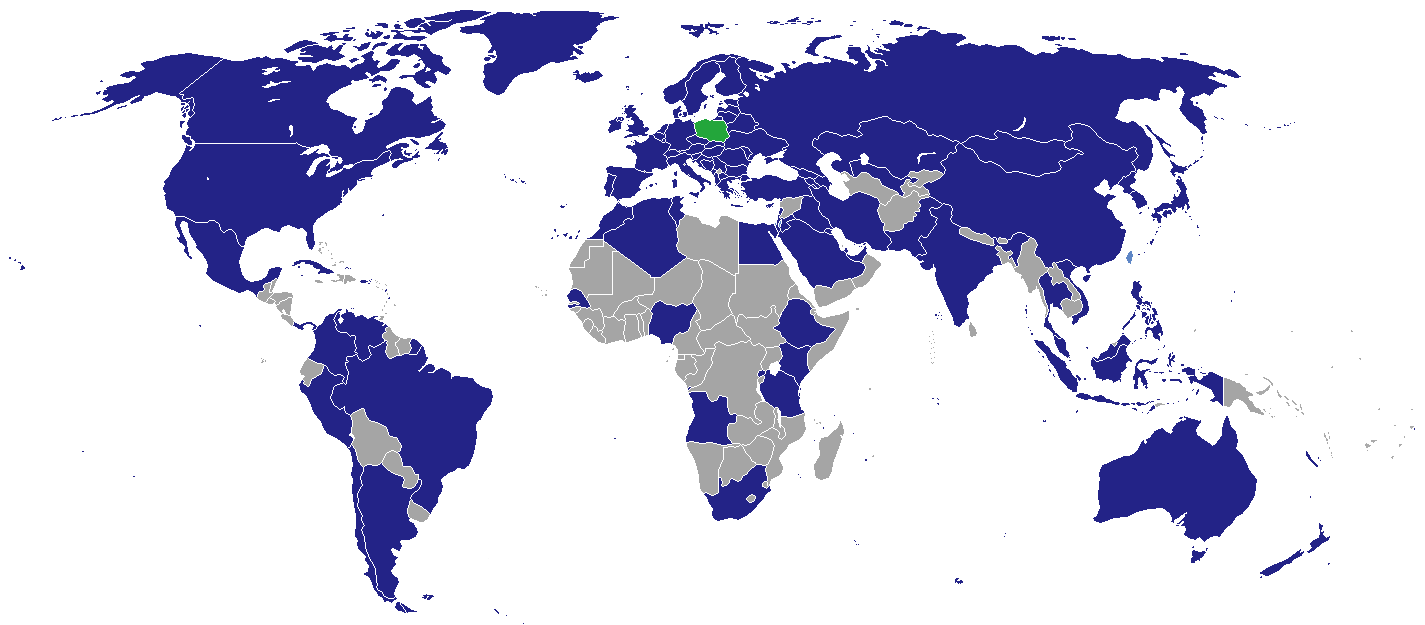
Pays avec des représentations diplomatiques polonaises.

Ceci est une liste des représentations diplomatiques de Pologne, à l'exclusion des consulats honoraires. Le ministère des Affaires étrangères a ouvert depuis 2015 des ambassades polonaises à Panama, Manille, Dar es Salam, Dakar et des consulats généraux à Belfast, Chengdu et Houston.

## Afrique
- Afrique du Sud
  - Pretoria (ambassade)
- Algérie
  - Alger (ambassade)
- Angola
  - Luanda (ambassade)
- Égypte
  - Le Caire (ambassade)
- Éthiopie
  - Addis-Abeba (ambassade)
- Kenya
  - Nairobi (ambassade)
- Maroc
  - Rabat (ambassade)
- Nigeria
  - Abuja (ambassade)
- Rwanda
  - Kigali (ambassade)
- Sénégal
  - Dakar (ambassade)
- Tanzanie
  - Dar es Salam (ambassade)
- Tunisie
  - Tunis (ambassade)

## Amérique
- Argentine
  - Buenos Aires (ambassade)
- Brésil
  - Brasilia (ambassade)
  - Curitiba (consulat général)
- Canada
  - Ottawa (ambassade)
  - Montréal (consulat général)
  - Toronto (consulat général)
  - Vancouver (consulat général)
- Chili
  - Santiago (ambassade)
- Colombie
  - Bogota (ambassade)
- Cuba
  - La Havane (ambassade)
- États-Unis
  - Washington (ambassade (en))
  - Chicago (consulat général (en))
  - Houston (consulat général)
  - Los Angeles (consulat général)
  - New York (consulat général (en))
- Mexique
  - Mexico (ambassade)
- Panama
  - Panama (ambassade)
- Pérou
  - Lima (ambassade)
- Venezuela
  - Caracas (ambassade)

## Asie
- Arabie saoudite
  - Riyad (ambassade)
- Arménie
  - Erevan (ambassade)
- Azerbaïdjan
  - Bakou (ambassade)
- Chine
  - Pékin (ambassade)
  - Canton (consulat général)
  - Hong Kong (consulat général)
  - Shanghai (consulat général)
- Corée du Nord
  - Pyongyang (ambassade)
- Corée du Sud
  - Séoul (ambassade)
- Émirats arabes unis
  - Abou Dabi (ambassade)
- Géorgie
  - Tbilissi (ambassade)
- Inde
  - New Delhi (ambassade)
  - Bombay (consulat général)
- Indonésie
  - Jakarta (ambassade)
- Irak
  - Bagdad (ambassade)
- Iran
  - Téhéran (ambassade)
- Israël
  - Tel Aviv (ambassade (en))
- Japon
  - Tokyo (ambassade)
- Jordanie
  - Amman (ambassade)
- Kazakhstan
  - Noursoultan (ambassade)
  - Almaty (consulat général)
- Koweït
  - Koweït (ambassade)
- Liban
  - Beyrouth (ambassade)
- Malaisie
  - Kuala Lumpur (ambassade)
- Mongolie
  - Oulan-Bator (ambassade)
- Ouzbékistan
  - Tachkent (ambassade)
- Pakistan
  - Islamabad (ambassade)
- Palestine
  - Ramallah (bureau de représentation)
- Philippines
  - Manille (ambassade (en))
- Qatar
  - Doha (ambassade)
- Singapour
  - Singapour (ambassade)
- Taïwan
  - Taipei (bureau polonais à Taipei)[1]
- Thaïlande
  - Bangkok (ambassade)
- Turquie
  - Ankara (ambassade)
  - Istanbul (consulat général)
- Viêt Nam
  - Hanoï (ambassade)

## Europe
- Albanie
  - Tirana (ambassade)
- Allemagne
  - Berlin (ambassade)
  - Cologne (consulat général)
  - Hambourg (consulat général)
  - Munich (consulat général)
- Autriche
  - Vienne (ambassade)
- Biélorussie
  - Minsk (ambassade)
  - Brest (consulat général)
  - Hrodna (consulat général)
- Belgique
  - Bruxelles (ambassade)
- Bosnie-Herzégovine
  - Sarajevo (ambassade)
- Bulgarie
  - Sofia (ambassade)
- Chypre
  - Nicosie (ambassade)
- Croatie
  - Zagreb (ambassade)
- Danemark
  - Copenhague (ambassade (en))
- Espagne
  - Madrid (ambassade)
  - Barcelone (consulat général)
- Estonie
  - Tallinn (ambassade)
- Finlande
  - Helsinki (ambassade)
- France
  - Paris (ambassade)
  - Lyon (consulat général)
- Grèce
  - Athènes (ambassade)
- Hongrie
  - Budapest (ambassade)
- Irlande
  - Dublin (ambassade)
- Islande
  - Reykjavik (ambassade)
- Italie
  - Rome (ambassade)
  - Milan (consulat général)
- Lettonie
  - Riga (ambassade)
- Lituanie
  - Vilnius (ambassade)
- Luxembourg
  - Luxembourg (ambassade)
- Macédoine du Nord
  - Skopje (ambassade)
- Malte
  - La Valette (ambassade)
- Moldavie
  - Chișinău (ambassade)
- Monténégro
  - Podgorica (ambassade)
- Pays-Bas
  - La Haye (ambassade)
- Norvège
  - Oslo (ambassade)
- Portugal
  - Lisbonne (ambassade)
- République tchèque
  - Prague (ambassade (en))
  - Ostrava (consulat général)
- Roumanie
  - Bucarest (ambassade)
- Royaume-Uni
  - Londres (ambassade (en))
  - Belfast (consulat général)
  - Édimbourg (consulat général)
  - Manchester (consulat général)
- Russie
  - Moscou (ambassade (en))
  - Irkoutsk (consulat général)
  - Kaliningrad (consulat général)
  - Saint-Pétersbourg (consulat général)
  - Smolensk (Agence consulaire)
- Serbie
  - Belgrade (ambassade)
- Slovaquie
  - Bratislava (ambassade)
- Slovénie
  - Ljubljana (ambassade)
- Suède
  - Stockholm (ambassade (en))
- Suisse
  - Berne (ambassade)
- Ukraine
  - Kiev (ambassade (en))
  - Kharkiv (consulat général)
  - Loutsk (consulat général)
  - Lviv (consulat général)
  - Odessa (consulat général)
  - Vinnytsia (consulat général)
- Vatican
  - Rome (ambassade)[note 1]

## Océanie
- Australie
  - Canberra (ambassade)
  - Sydney (consulat général)
- Nouvelle-Zélande
  - Wellington (ambassade)

## Organisations multilatérales
- Bruxelles (mission permanente auprès de l'Union européenne)
- Bruxelles (mission permanente auprès de l'OTAN)
- Genève (mission permanente auprès du Bureau des Nations unies et d'autres organisations internationales)
- New York (mission permanente auprès des Nations unies)
- Paris (mission permanente auprès de l'UNESCO et de l'OCDE)
- Strasbourg (mission permanente auprès du Conseil de l'Europe)
- Vienne (mission permanente auprès du Bureau des Nations unies)

## Galerie

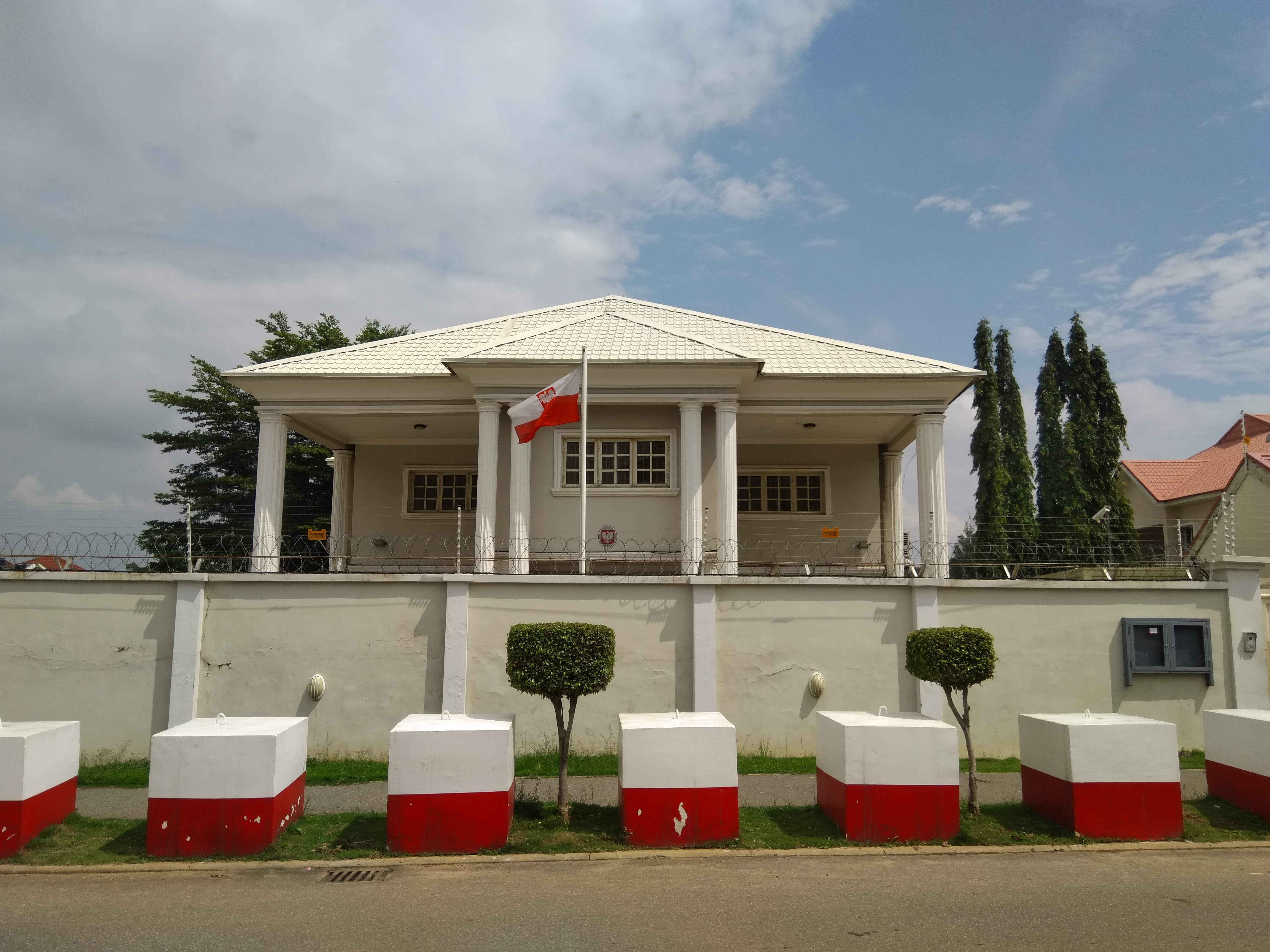
Ambassade à Abuja.
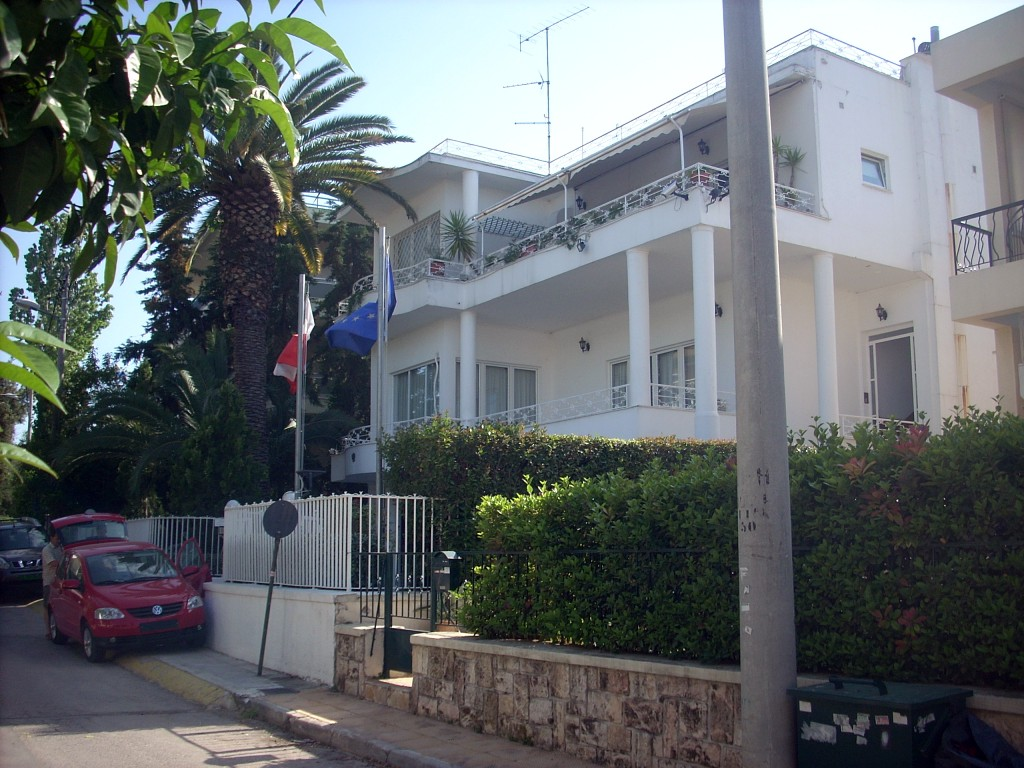
Ambassade à Athènes.
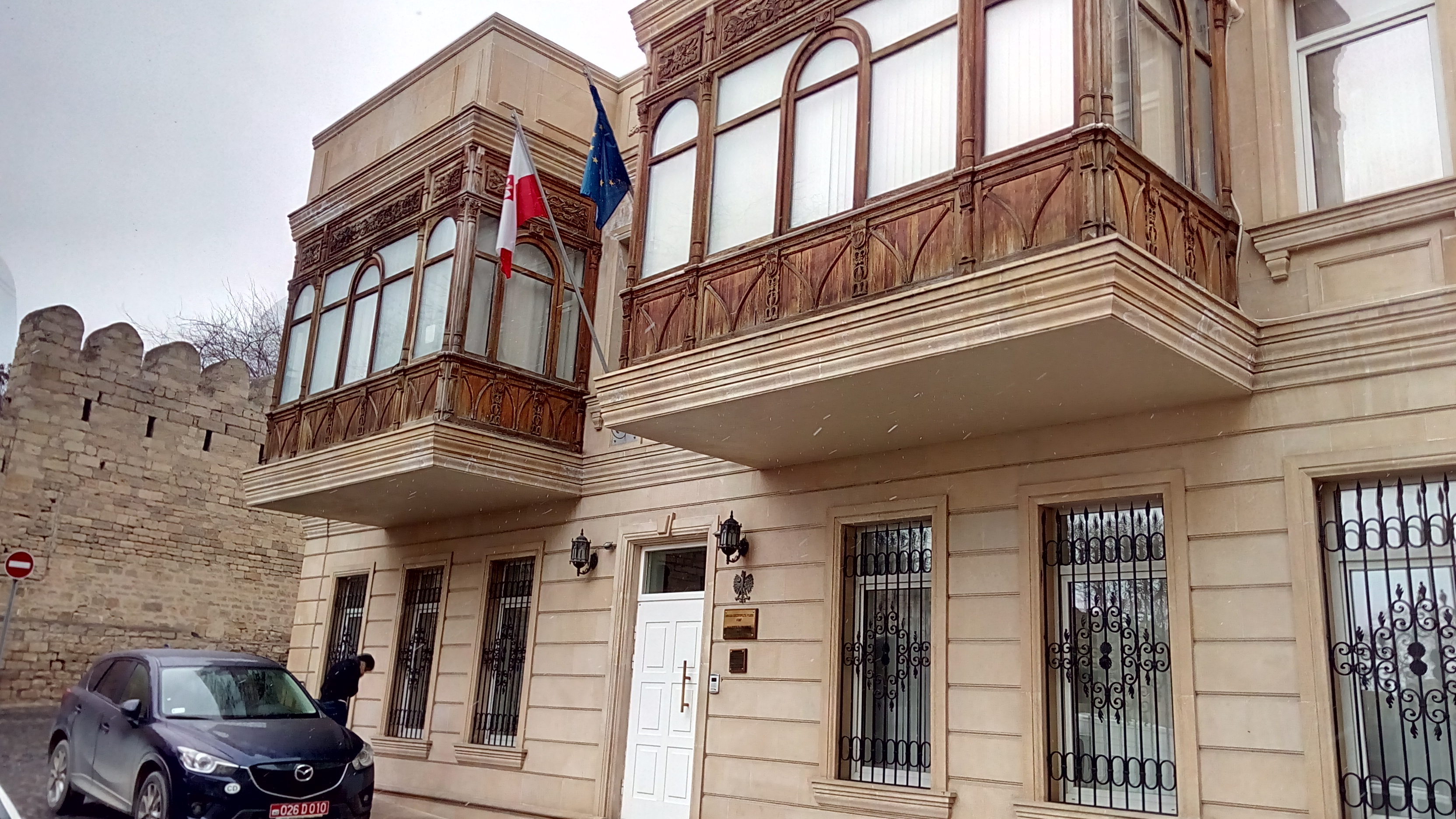
Ambassade à Bakou.
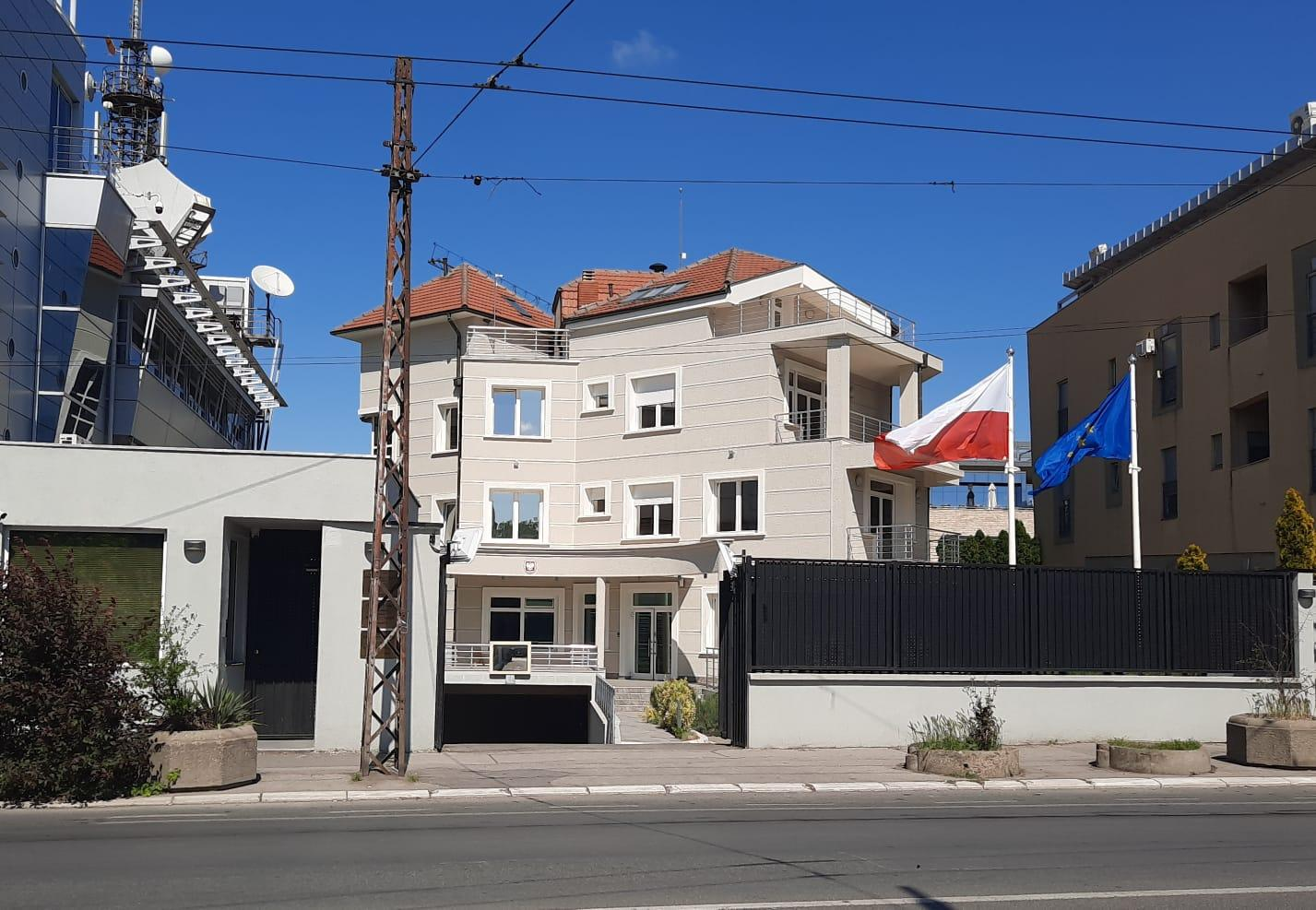
Ambassade à Belgrade.
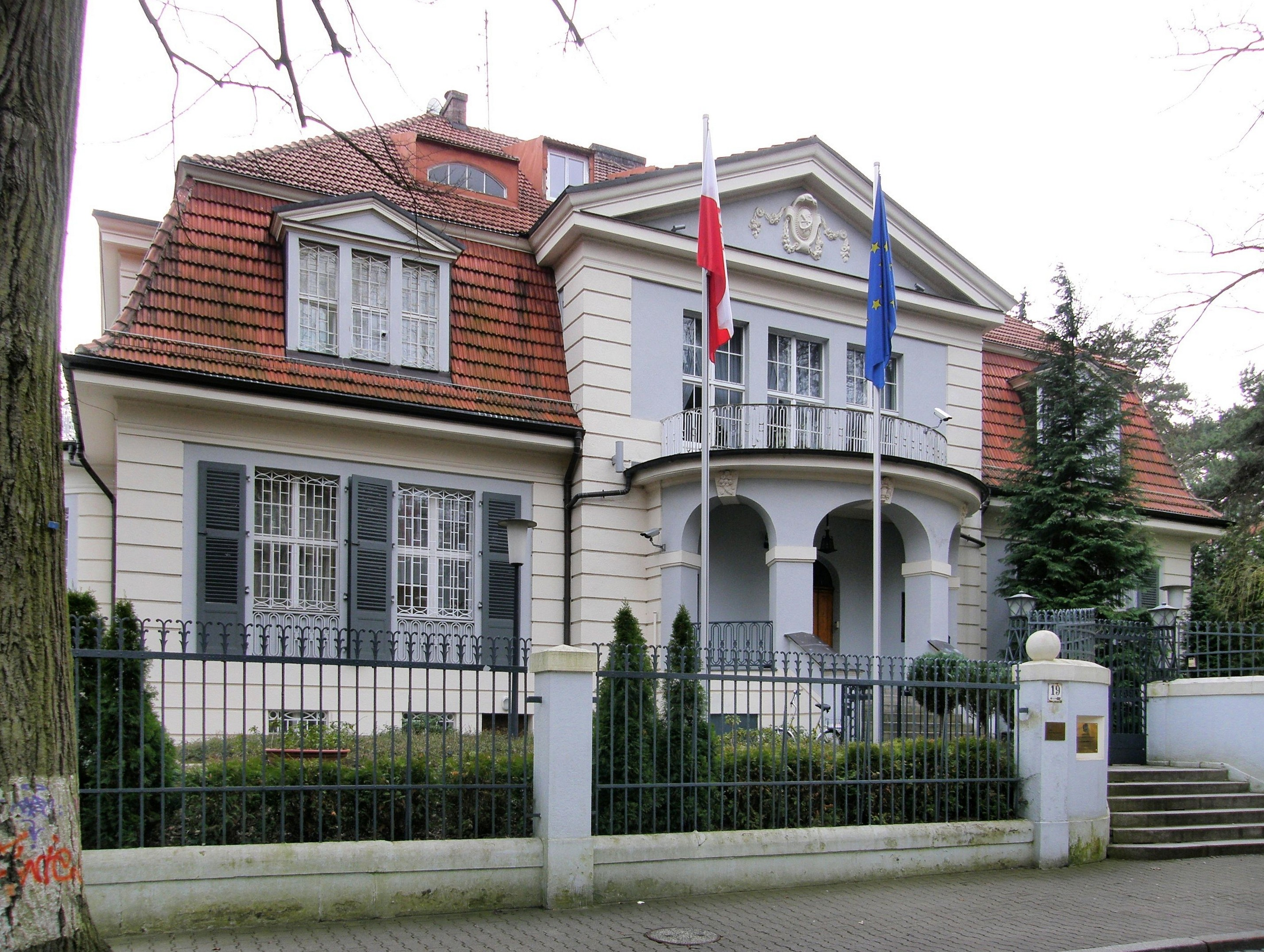
Ambassade à Berlin.
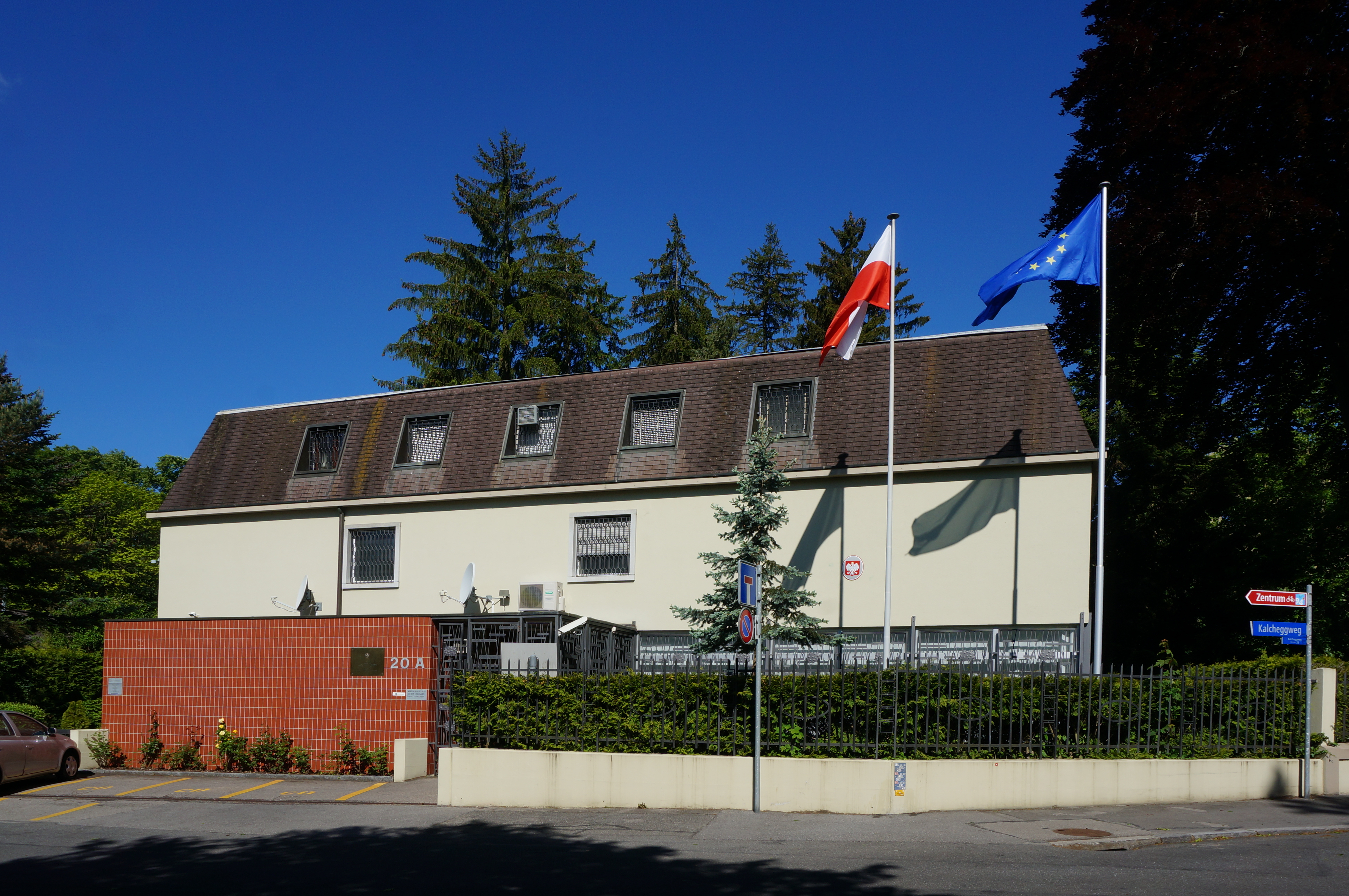
Ambassade à Berne.
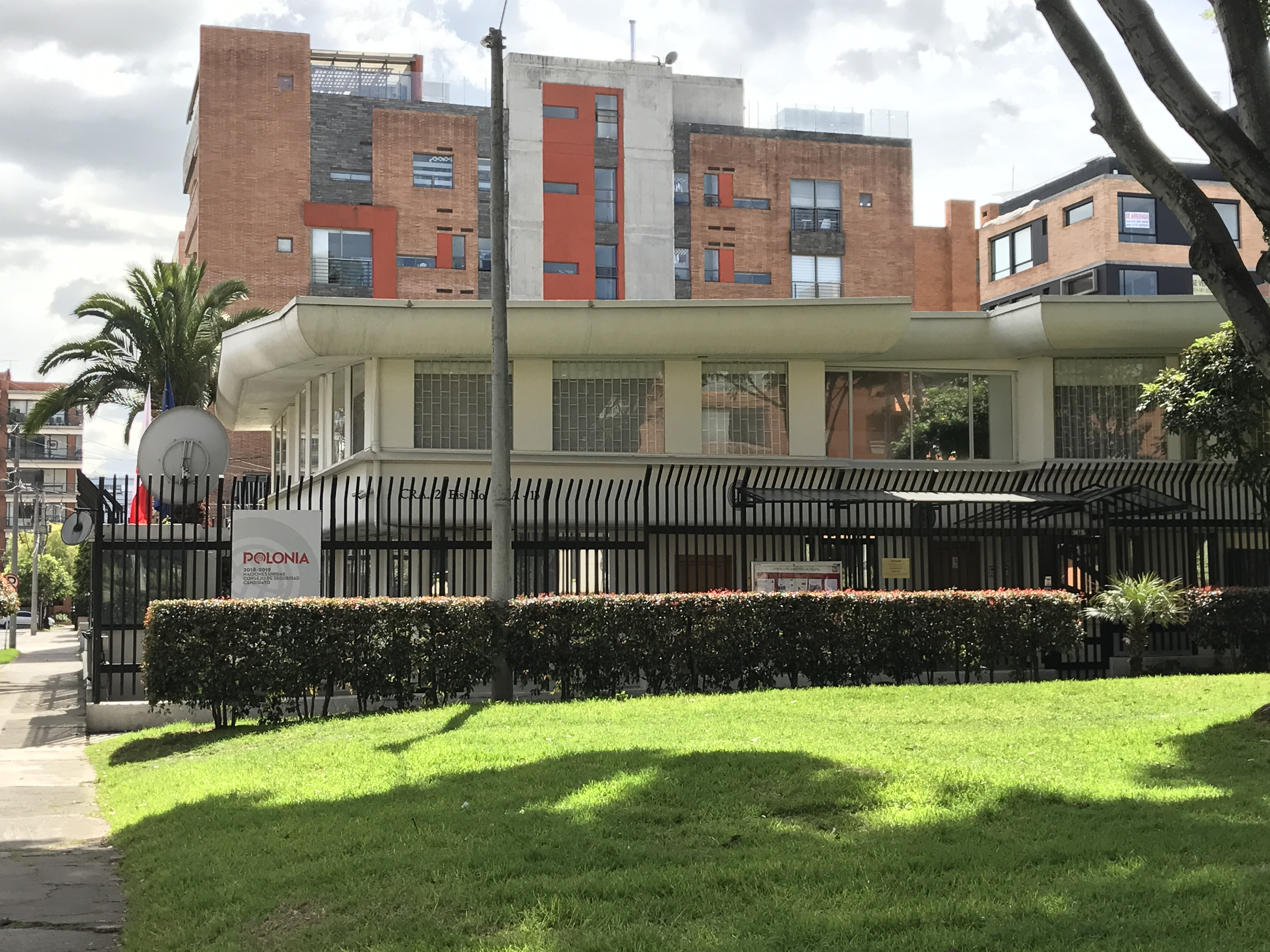
Ambassade à Bogota.
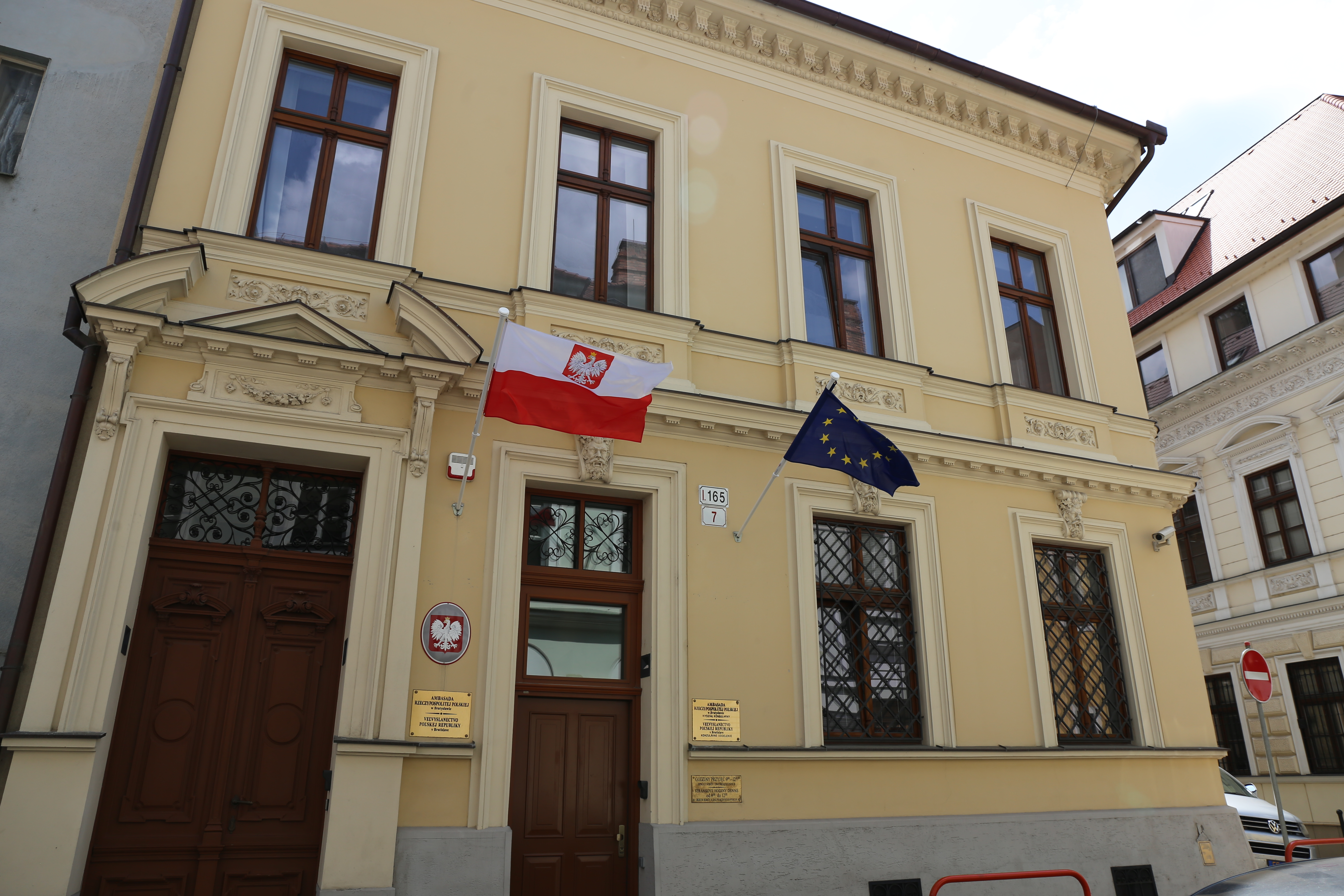
Ambassade à Bratislava.
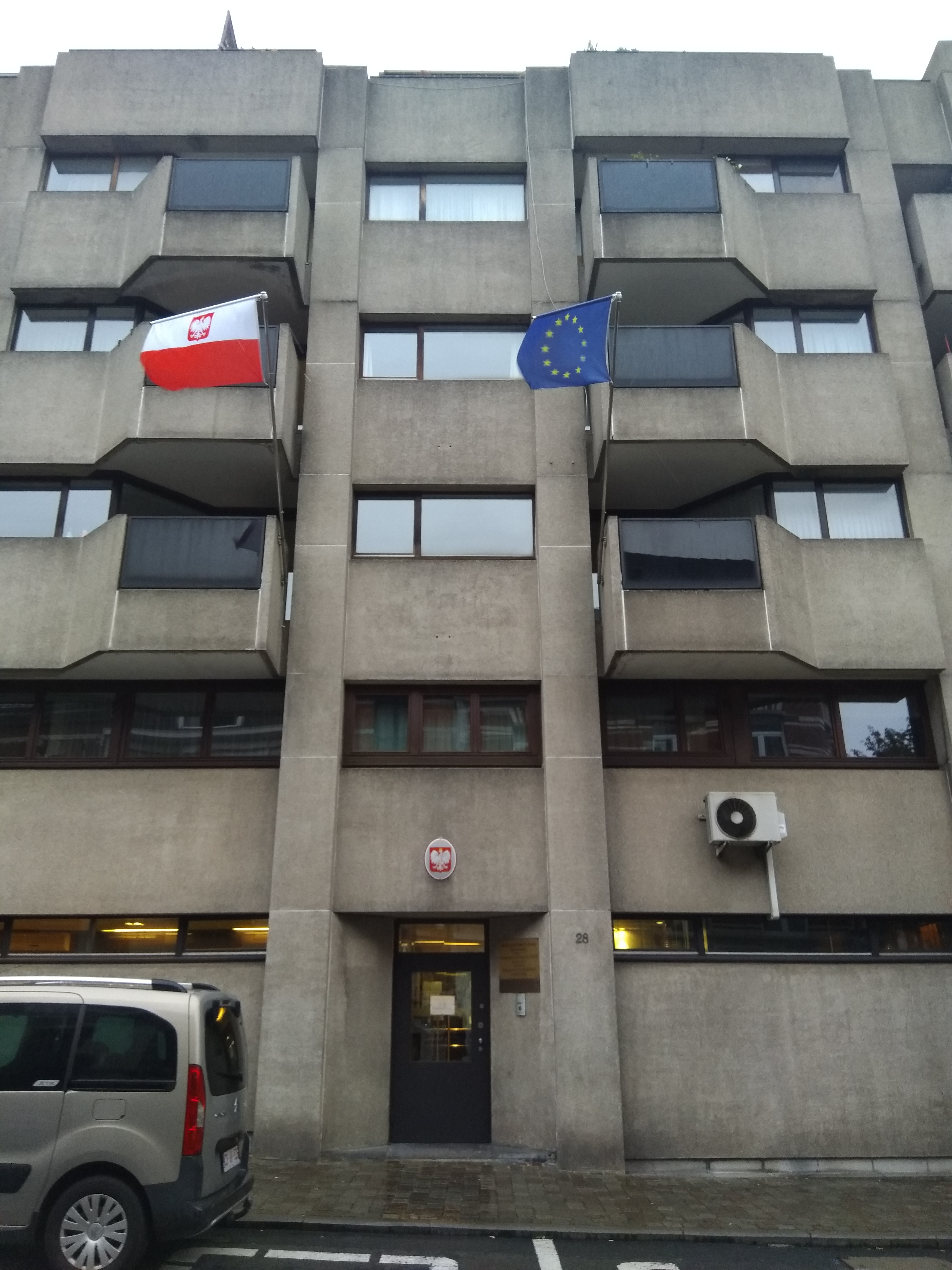
Ambassade à Bruxelles.
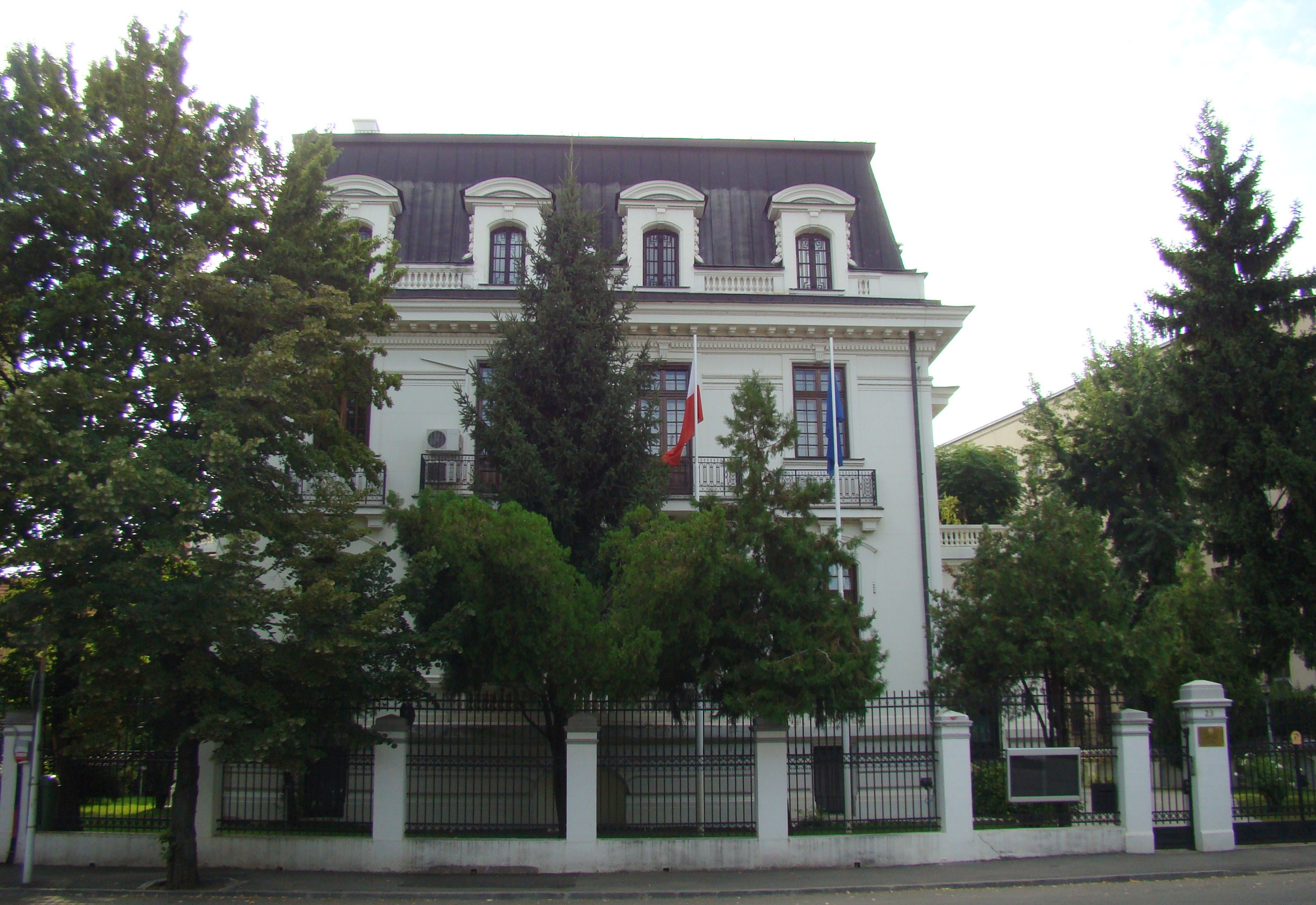
Ambassade à Bucarest.
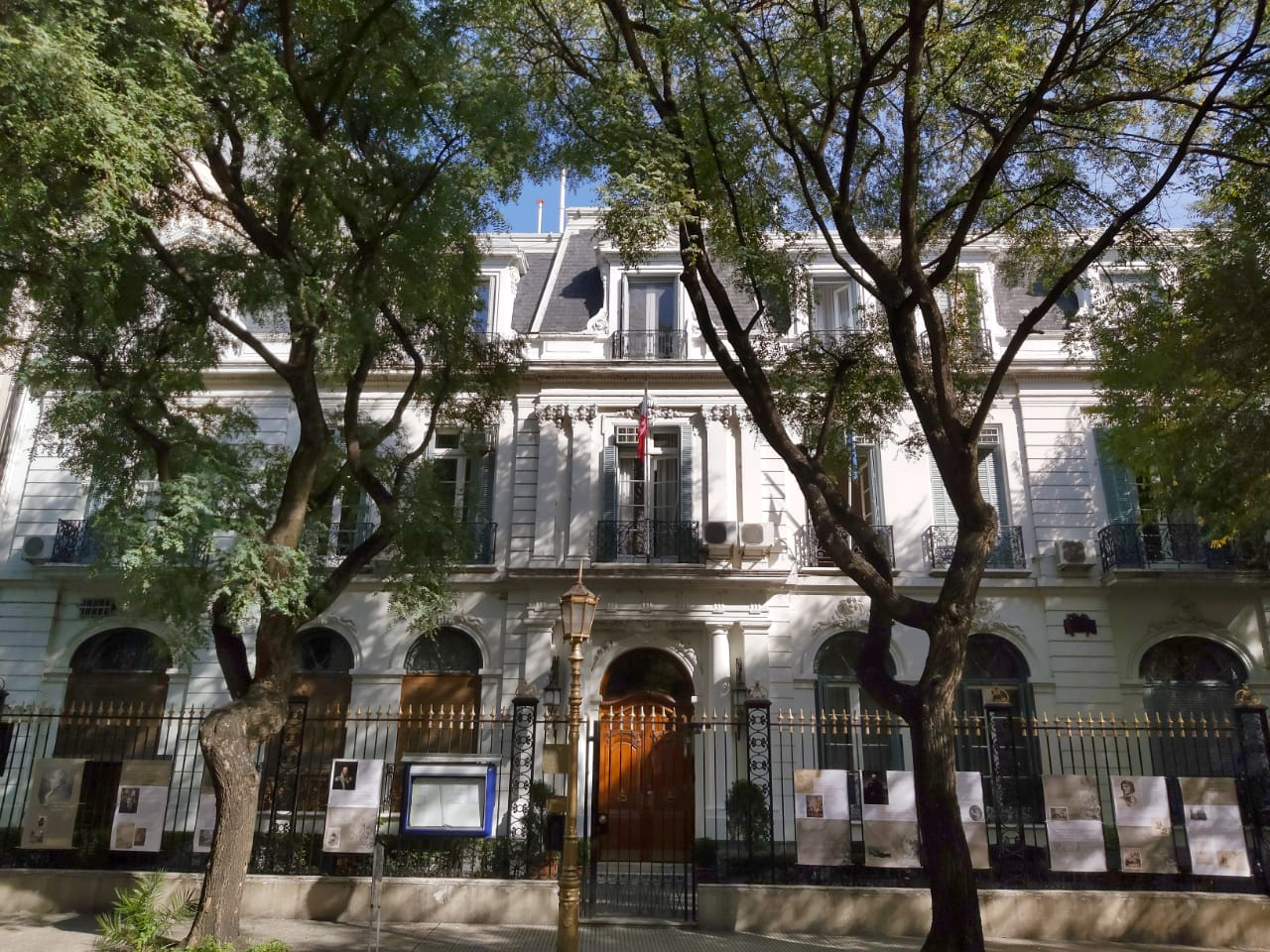
Ambassade à Buenos Aires.
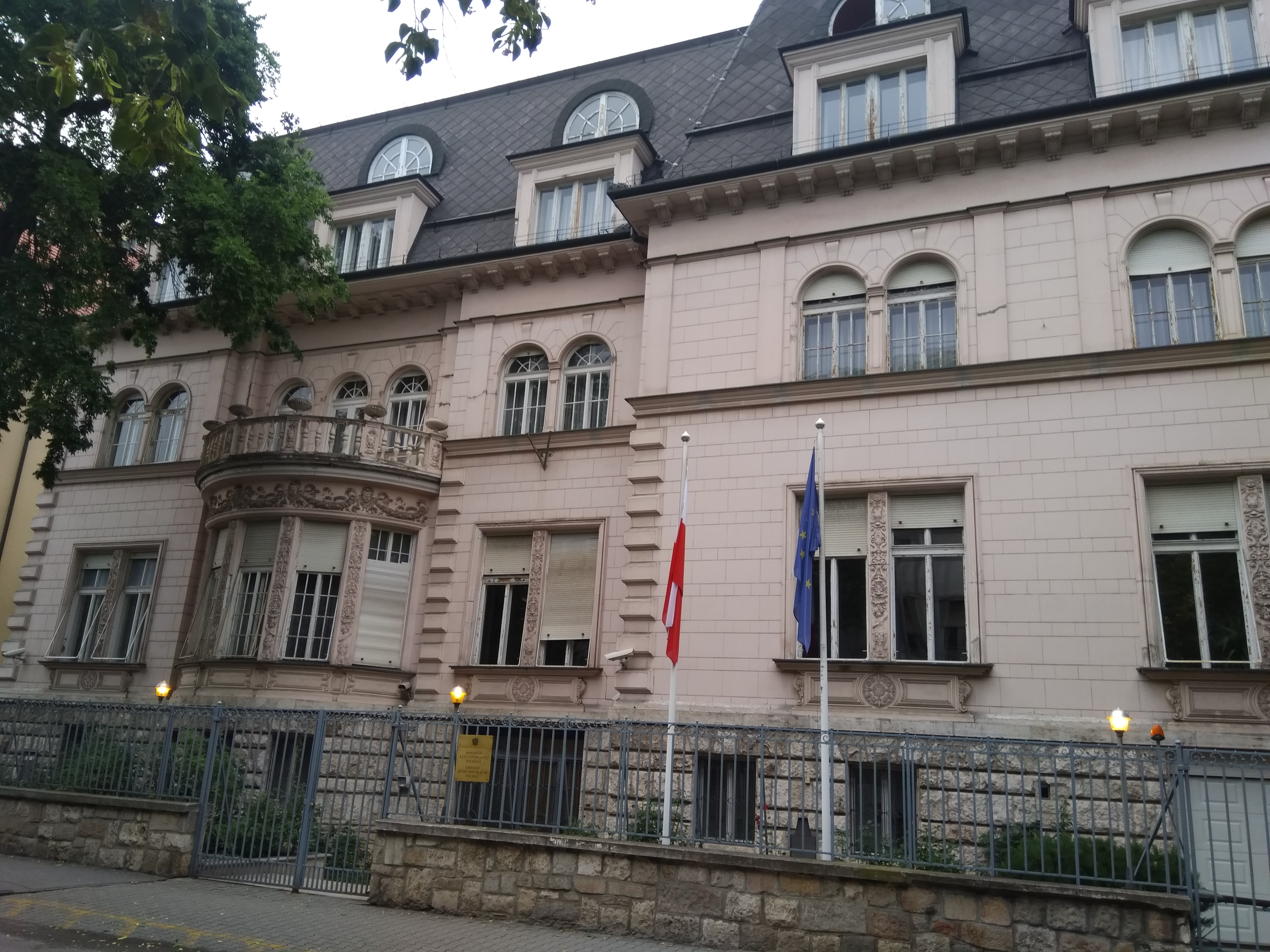
Ambassade à Budapest.
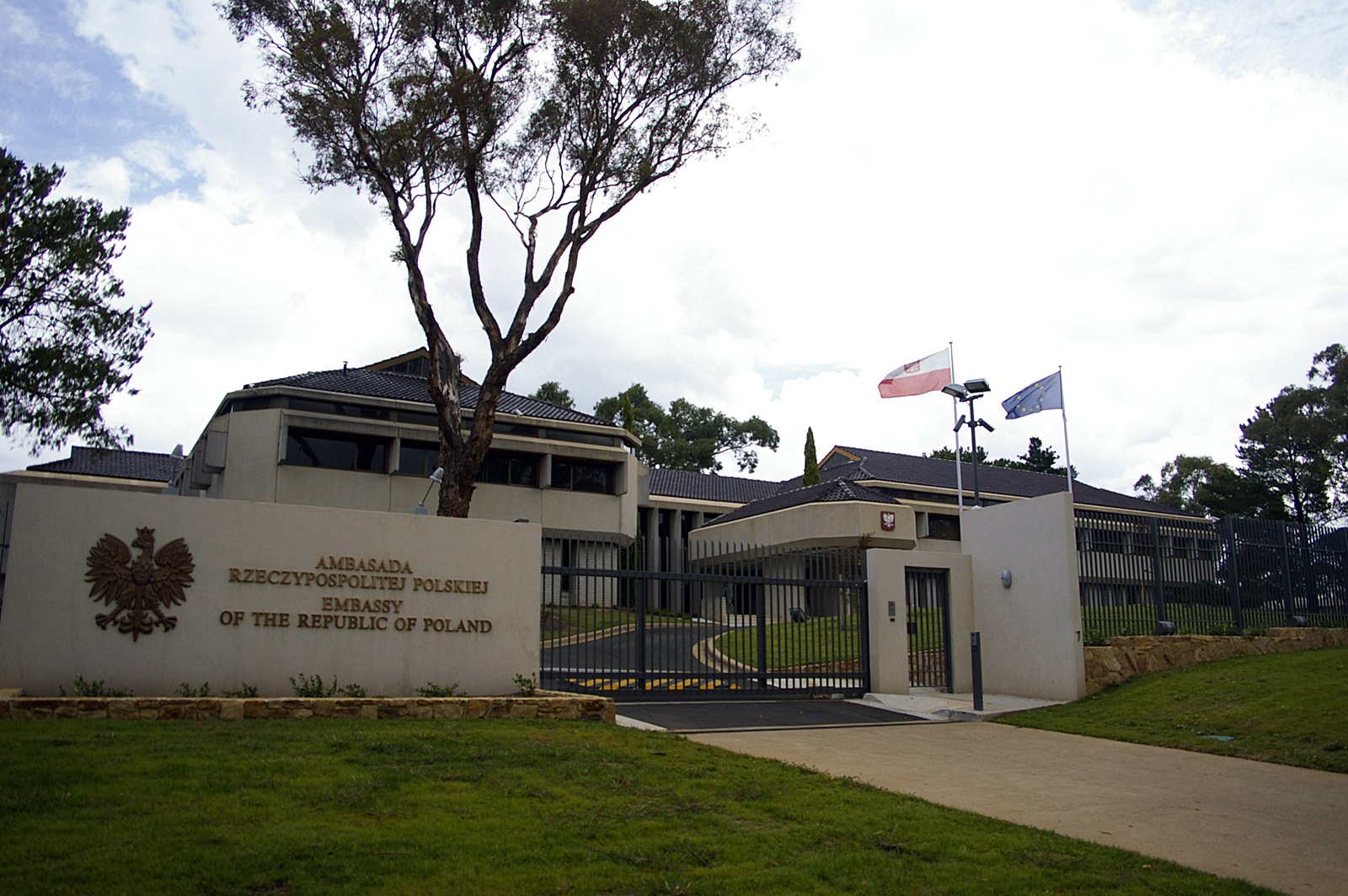
Ambassade à Canberra.
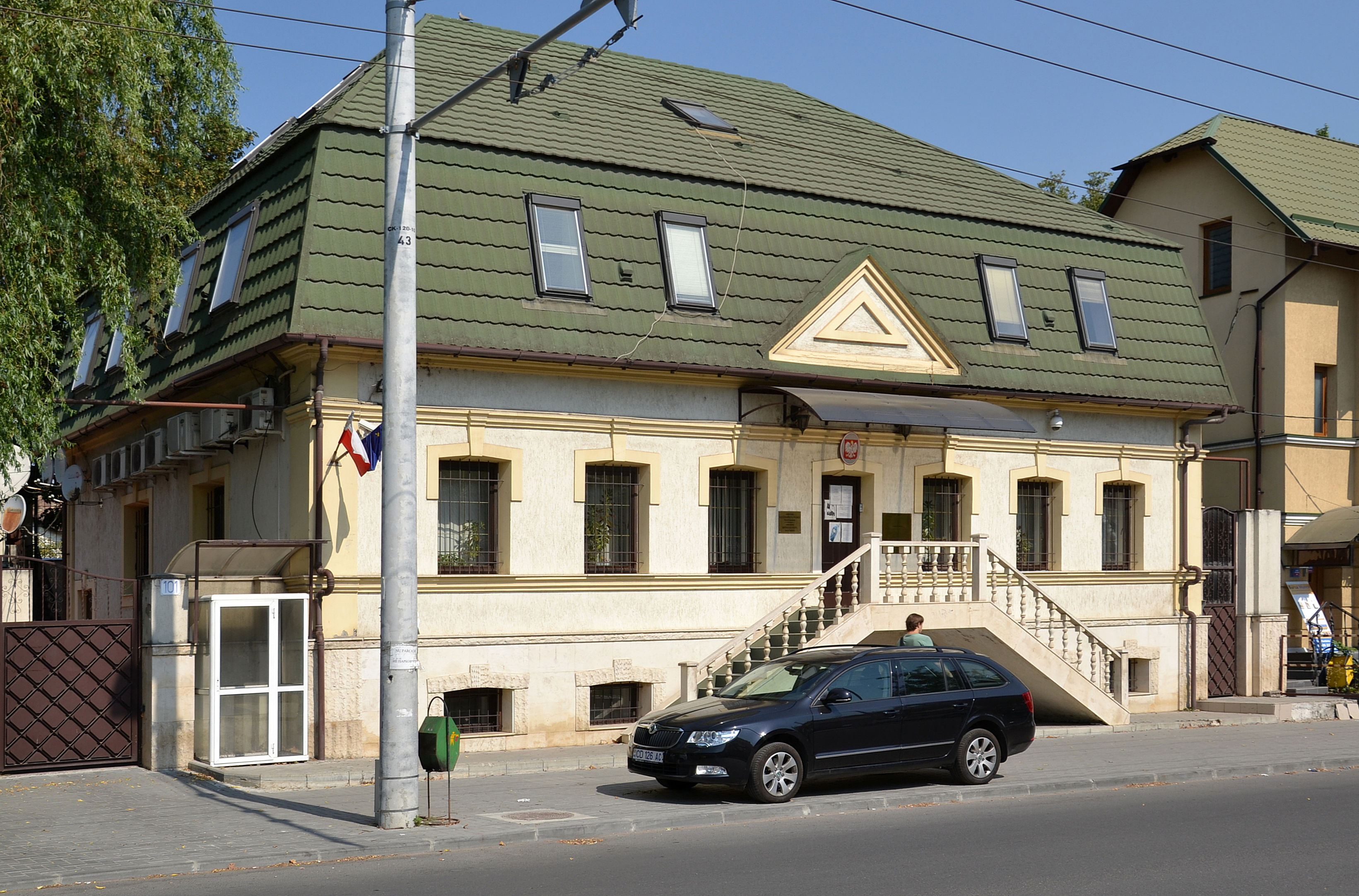
Ambassade à Chișinău.
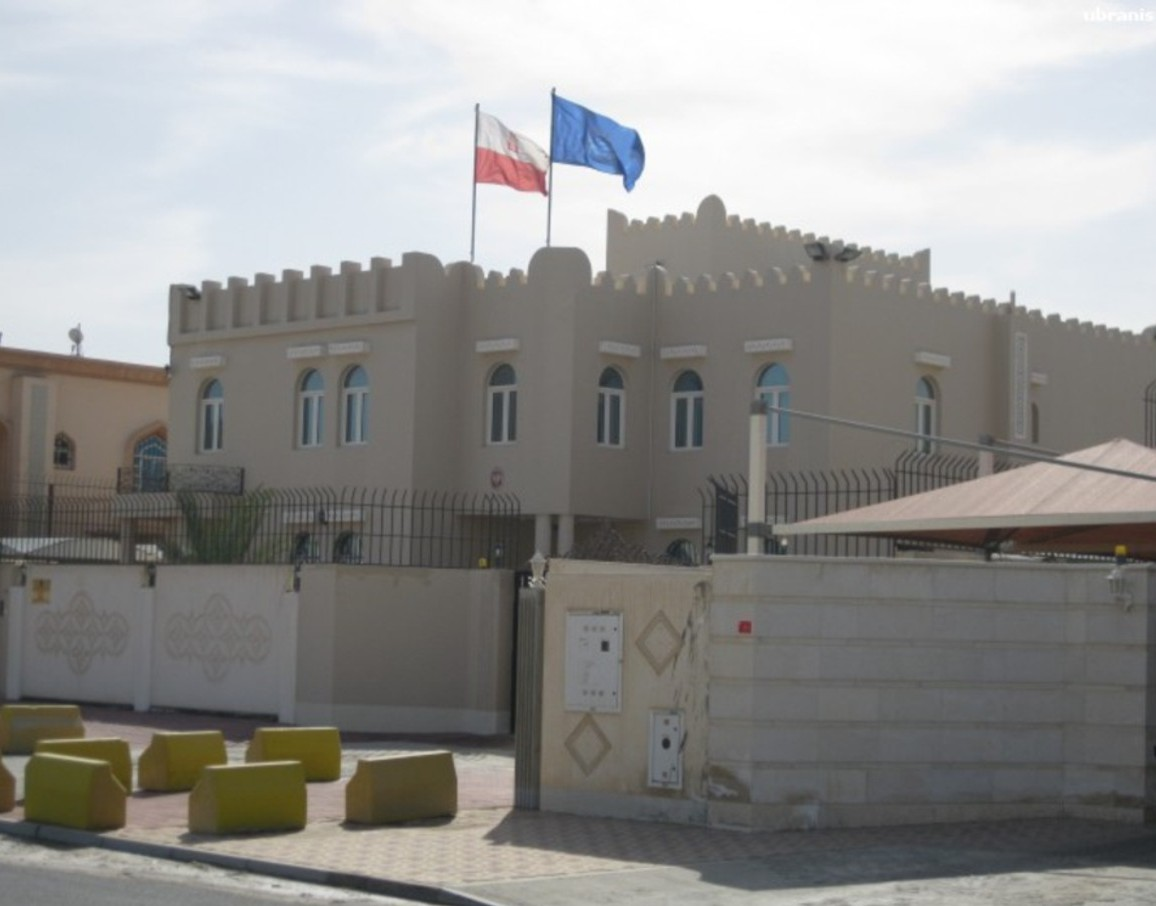
Ambassade à Doha.
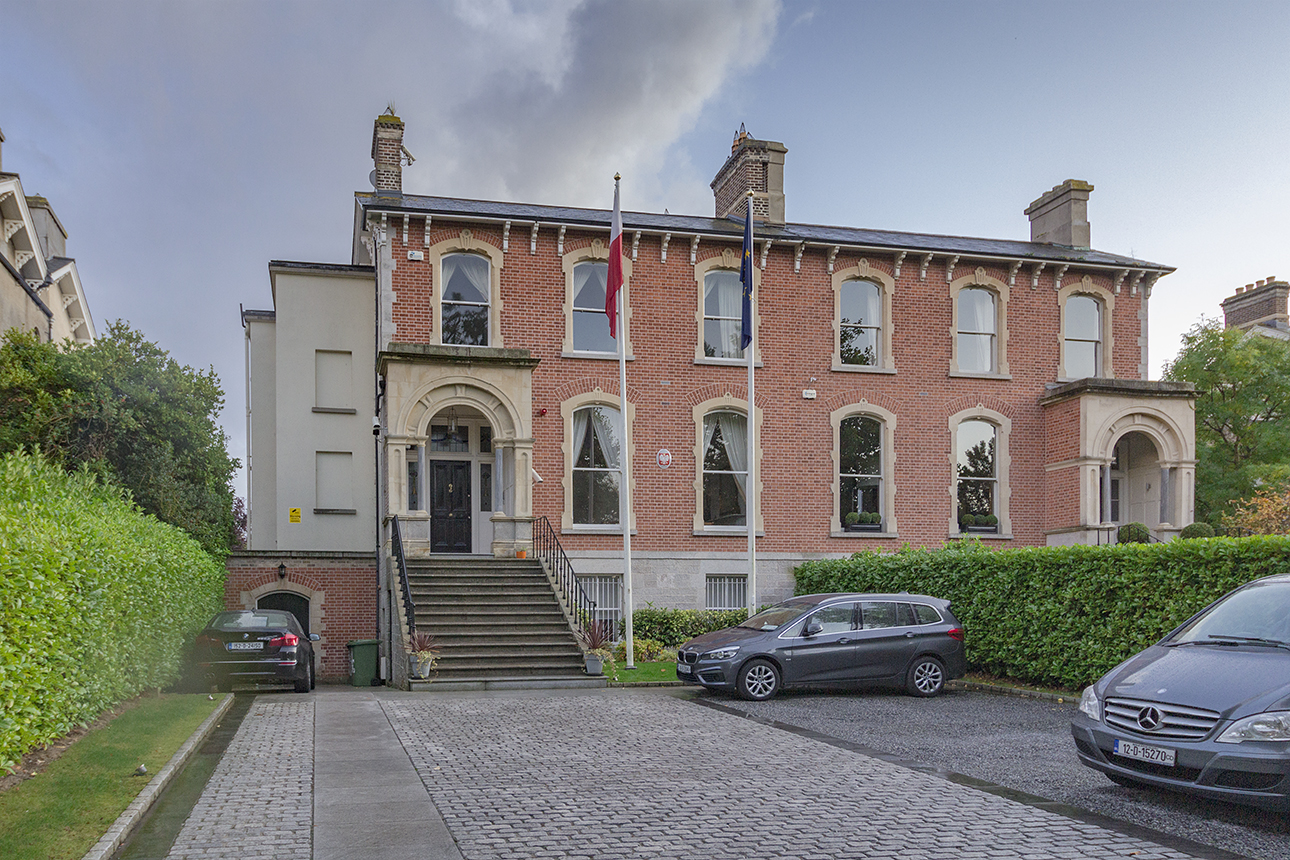
Ambassade à Dublin.
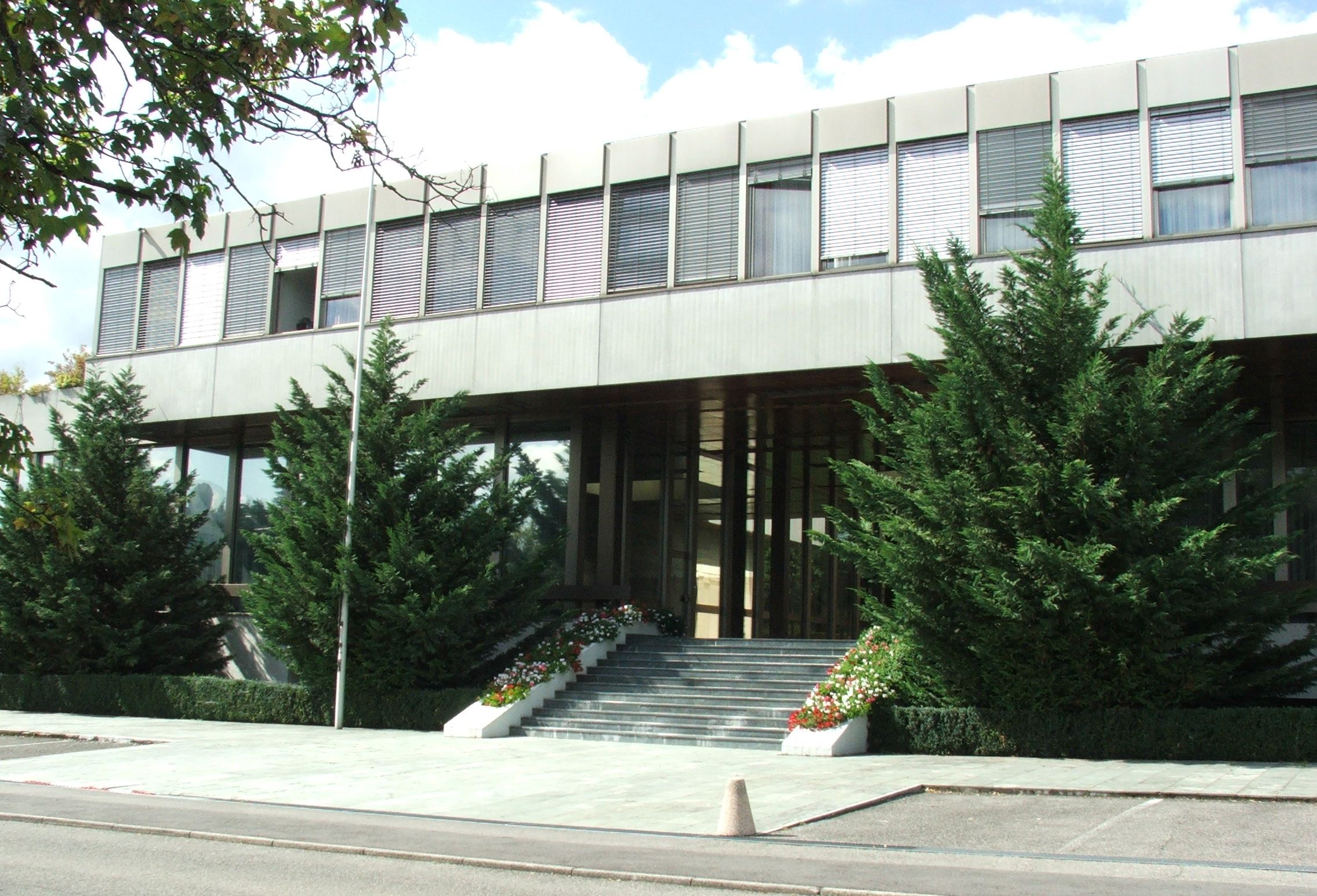
Mission permanente auprès des Nations unies à Genève.
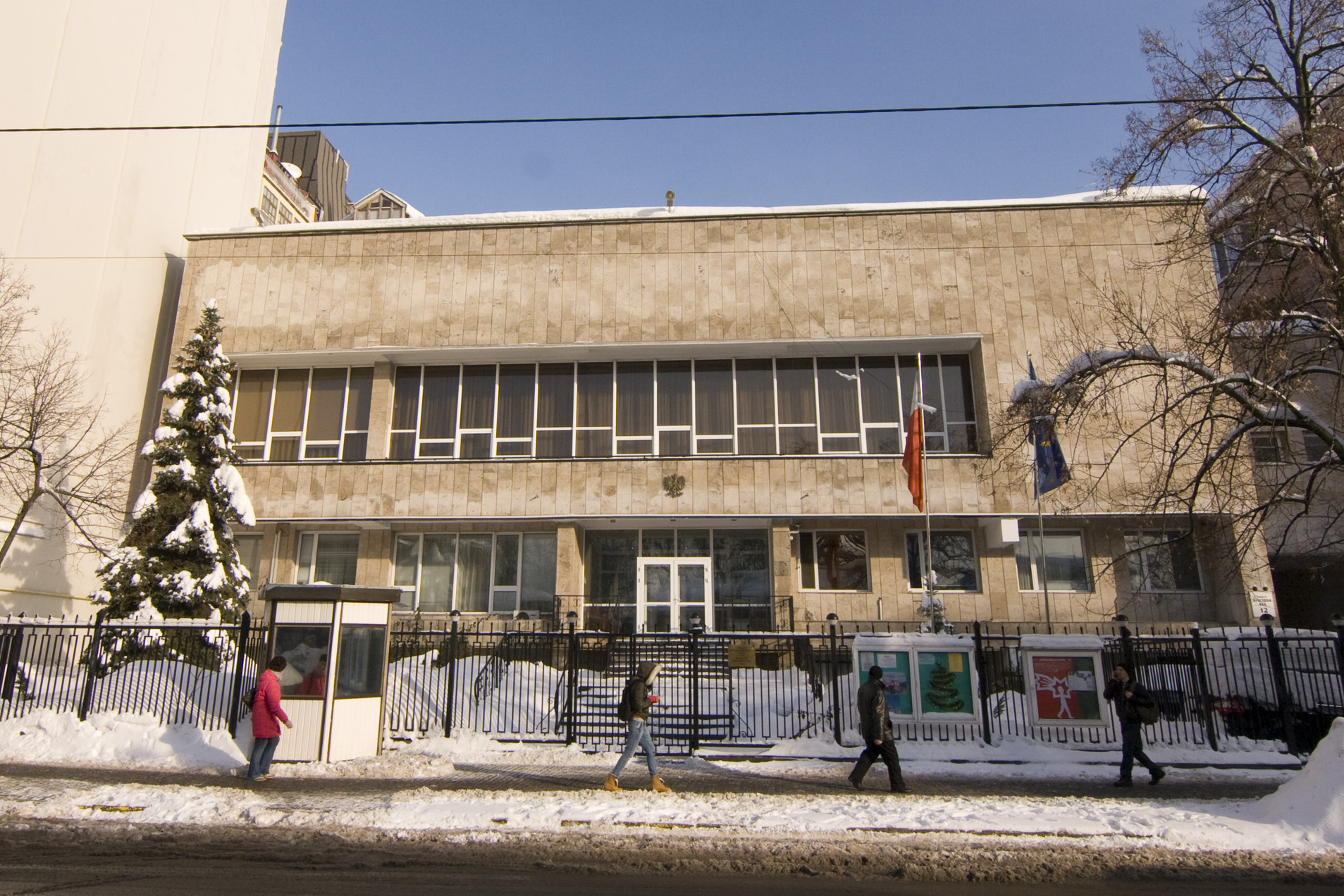
Ambassade à Kiev.
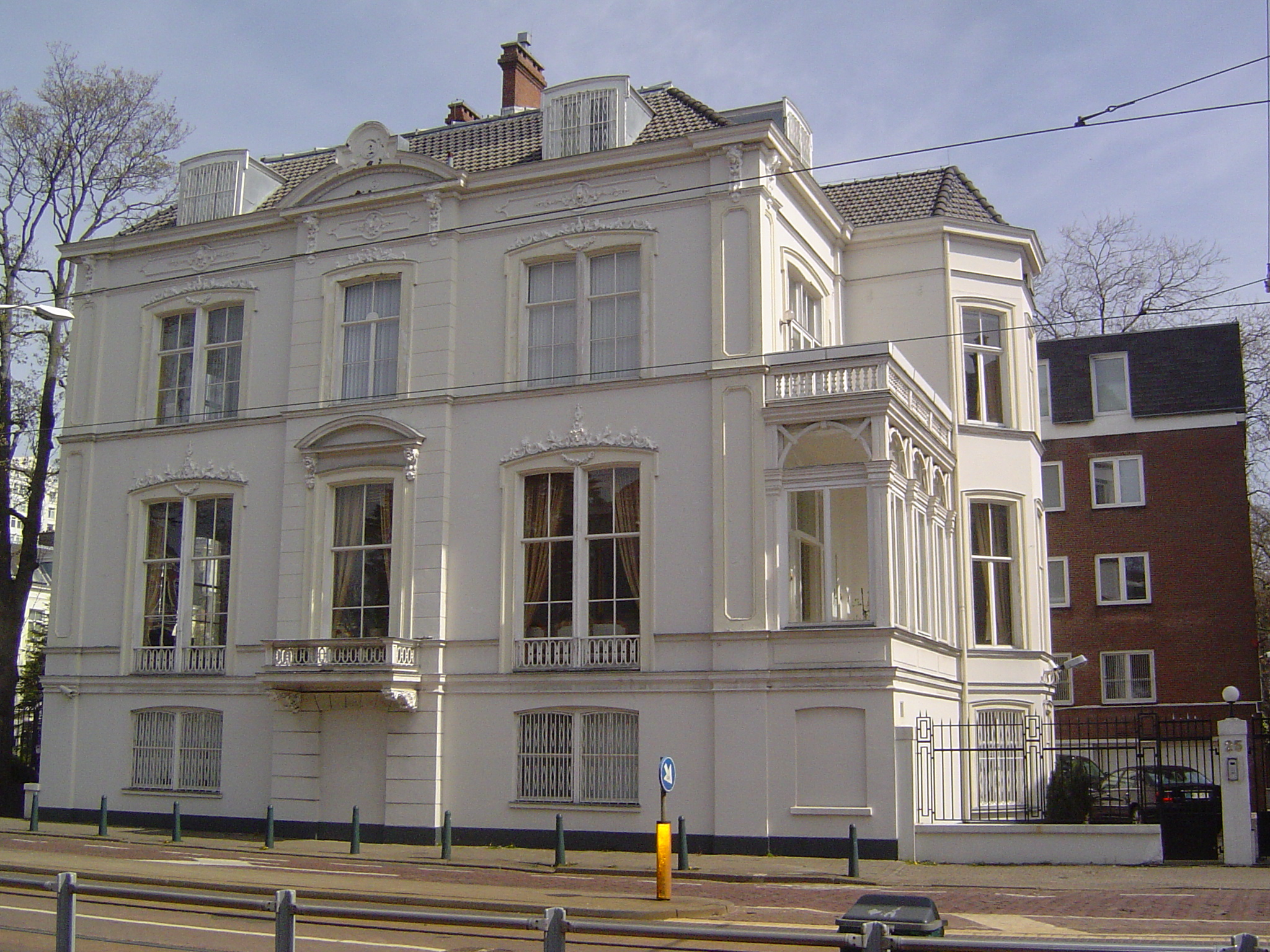
Ambassade à La Haye.
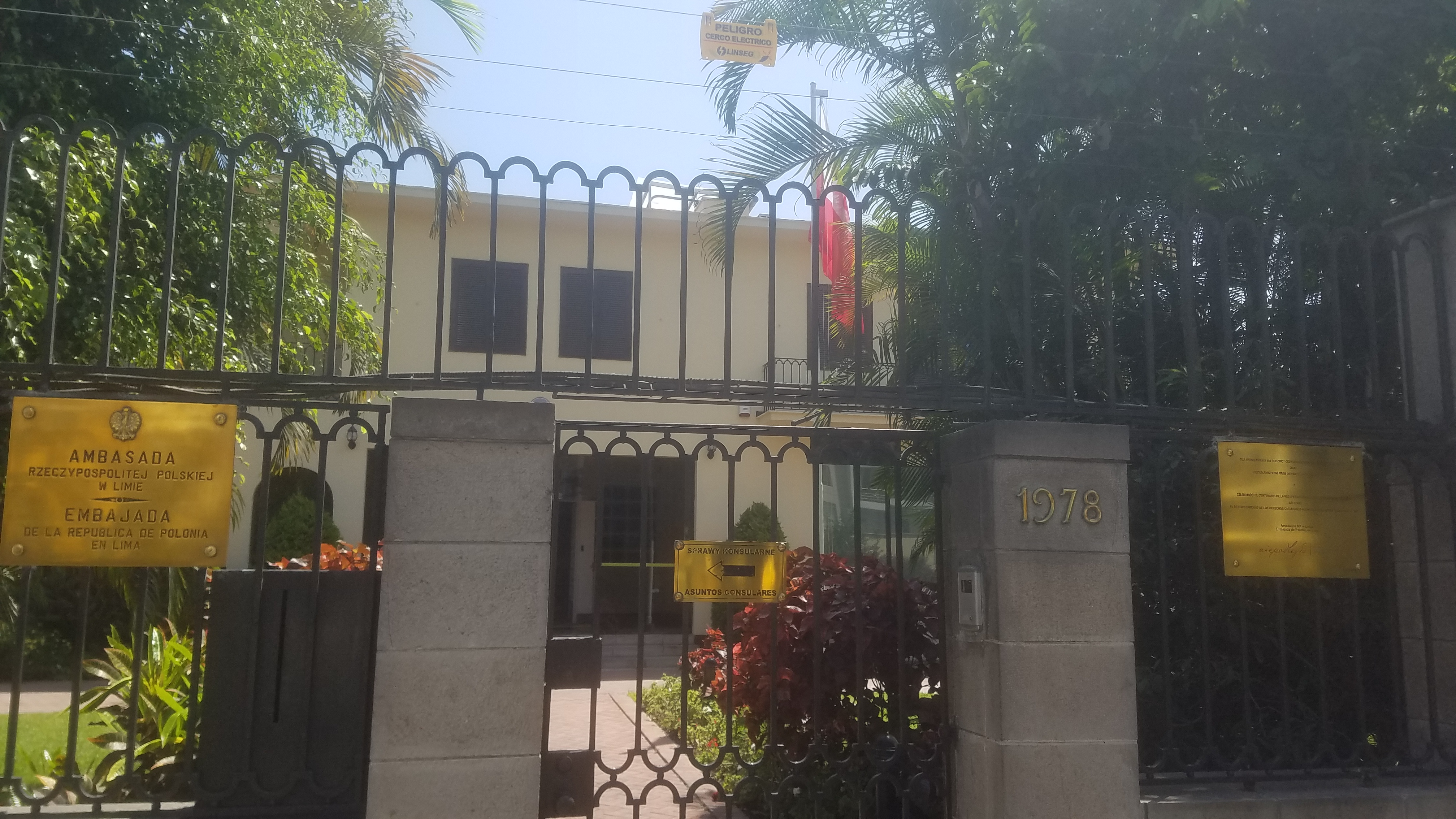
Ambassade à Lima.
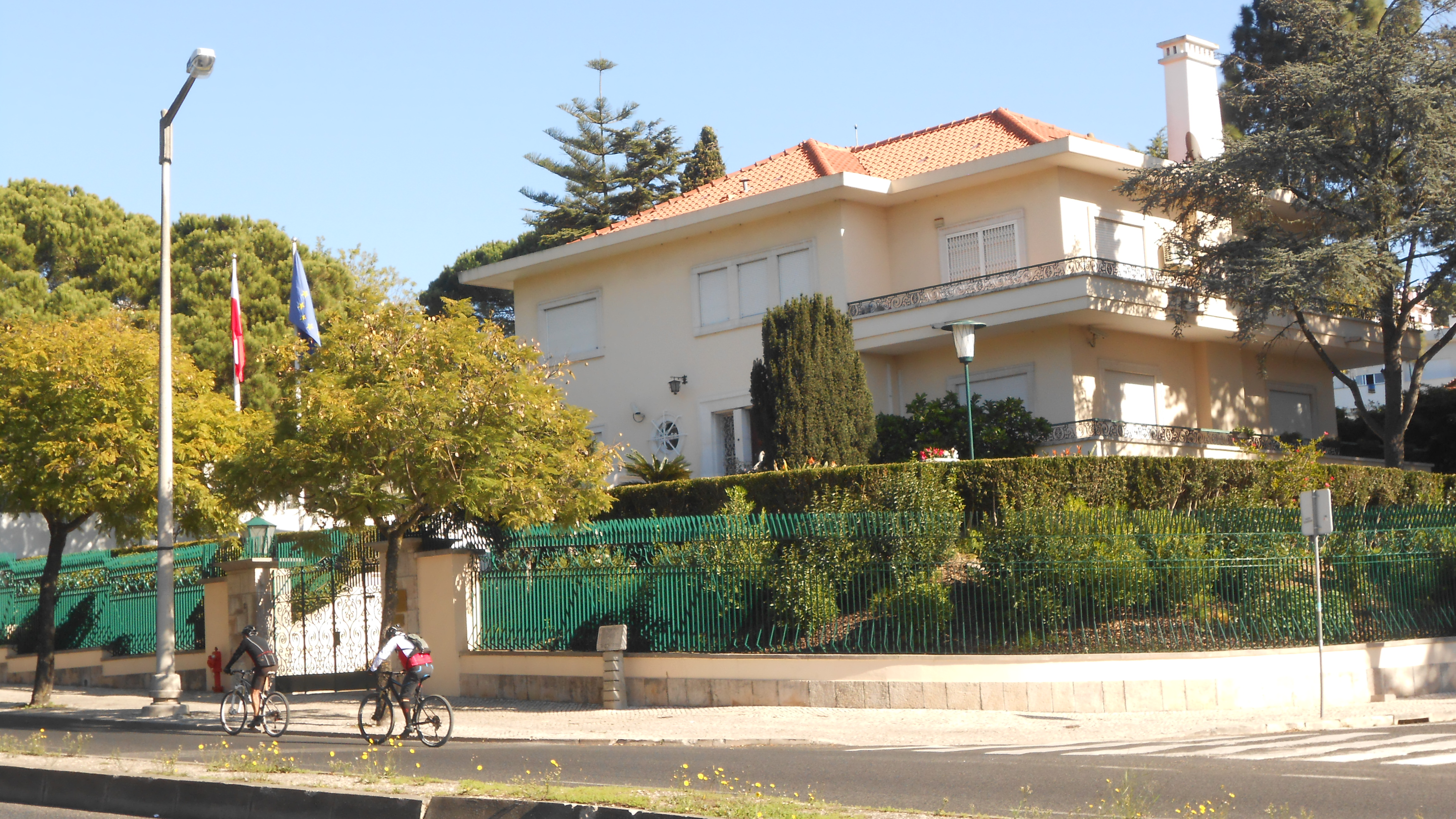
Ambassade à Lisbonne.
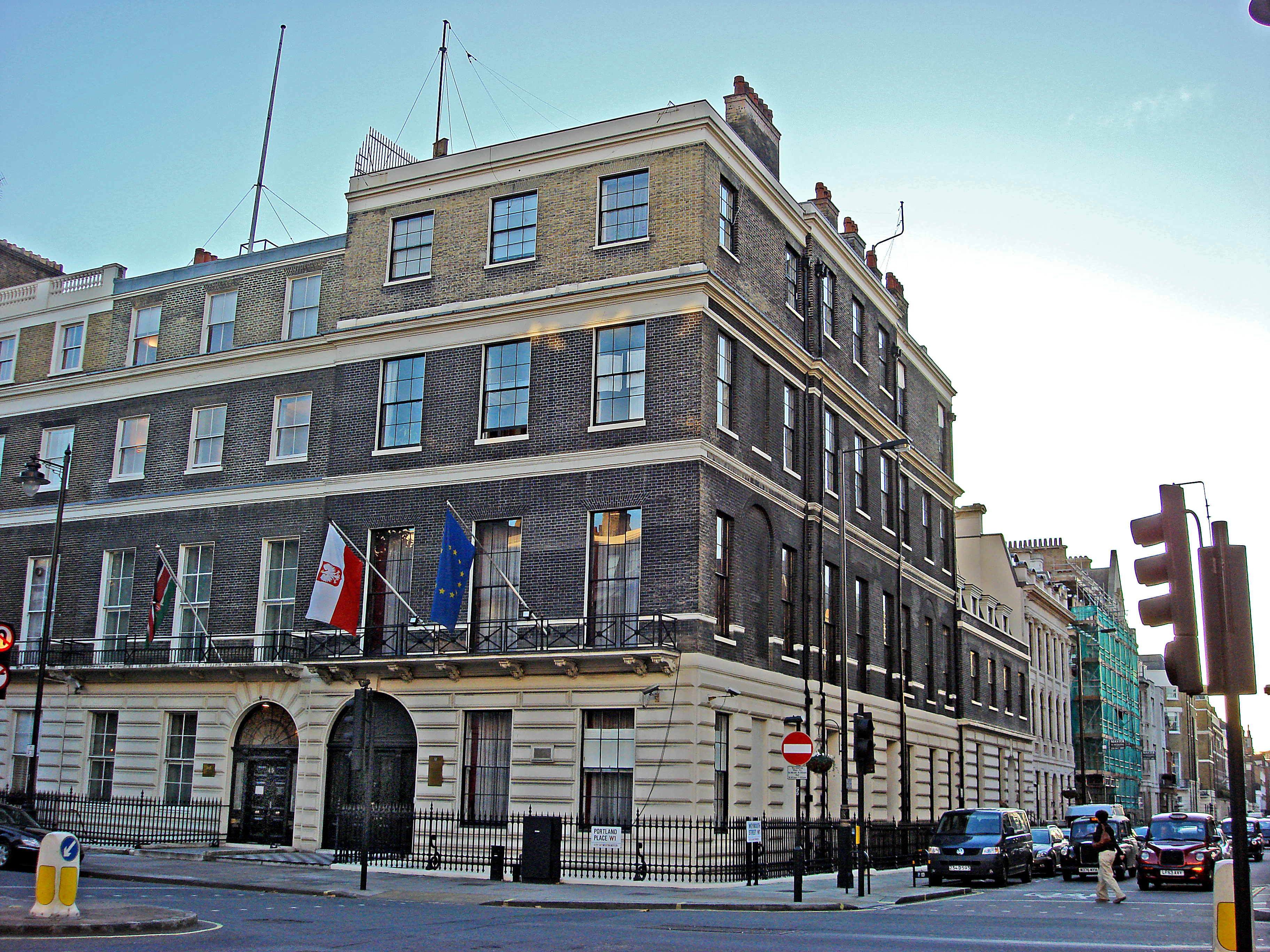
Ambassade à Londres.
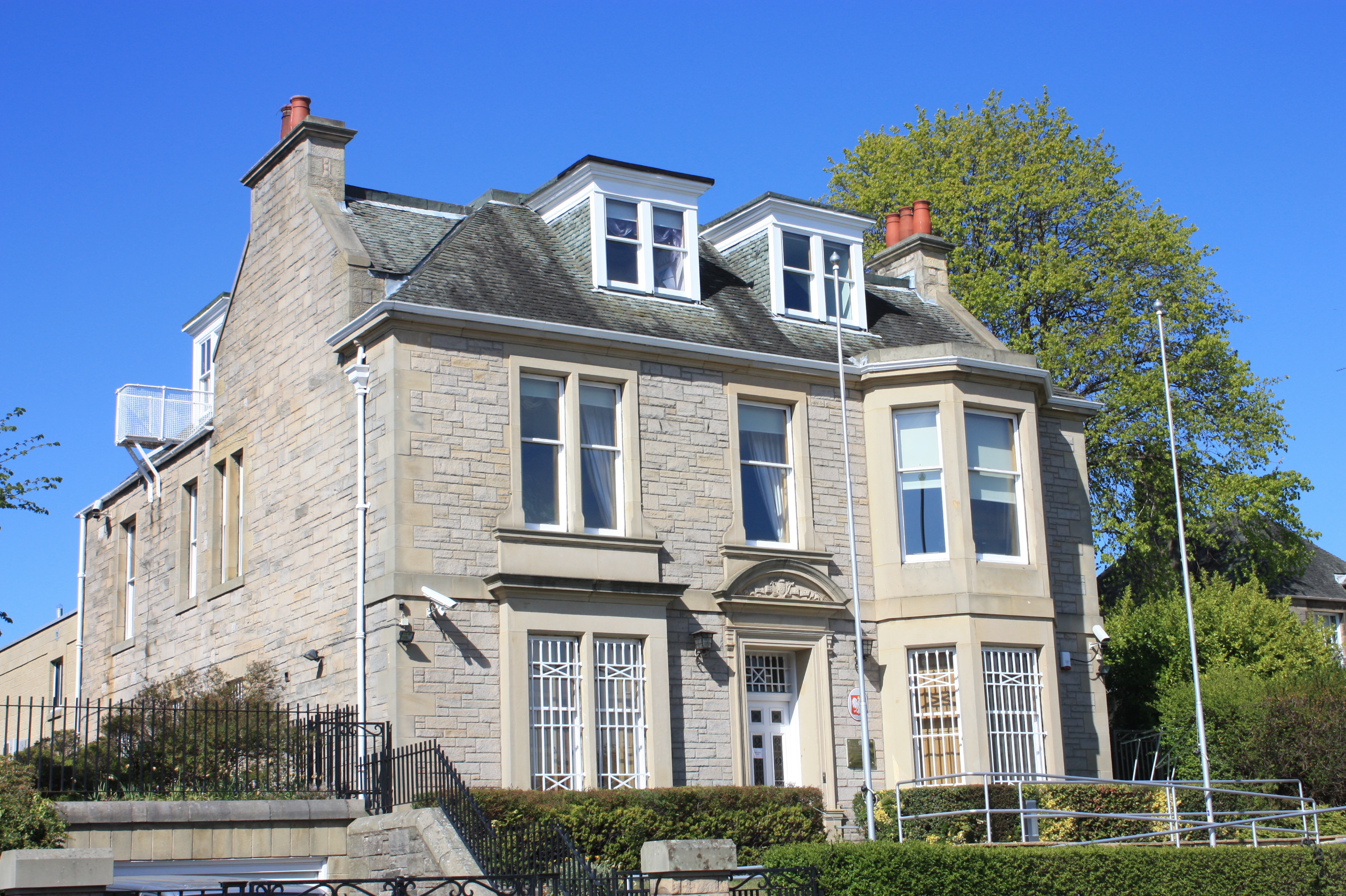
Consulat général à Édimbourg.
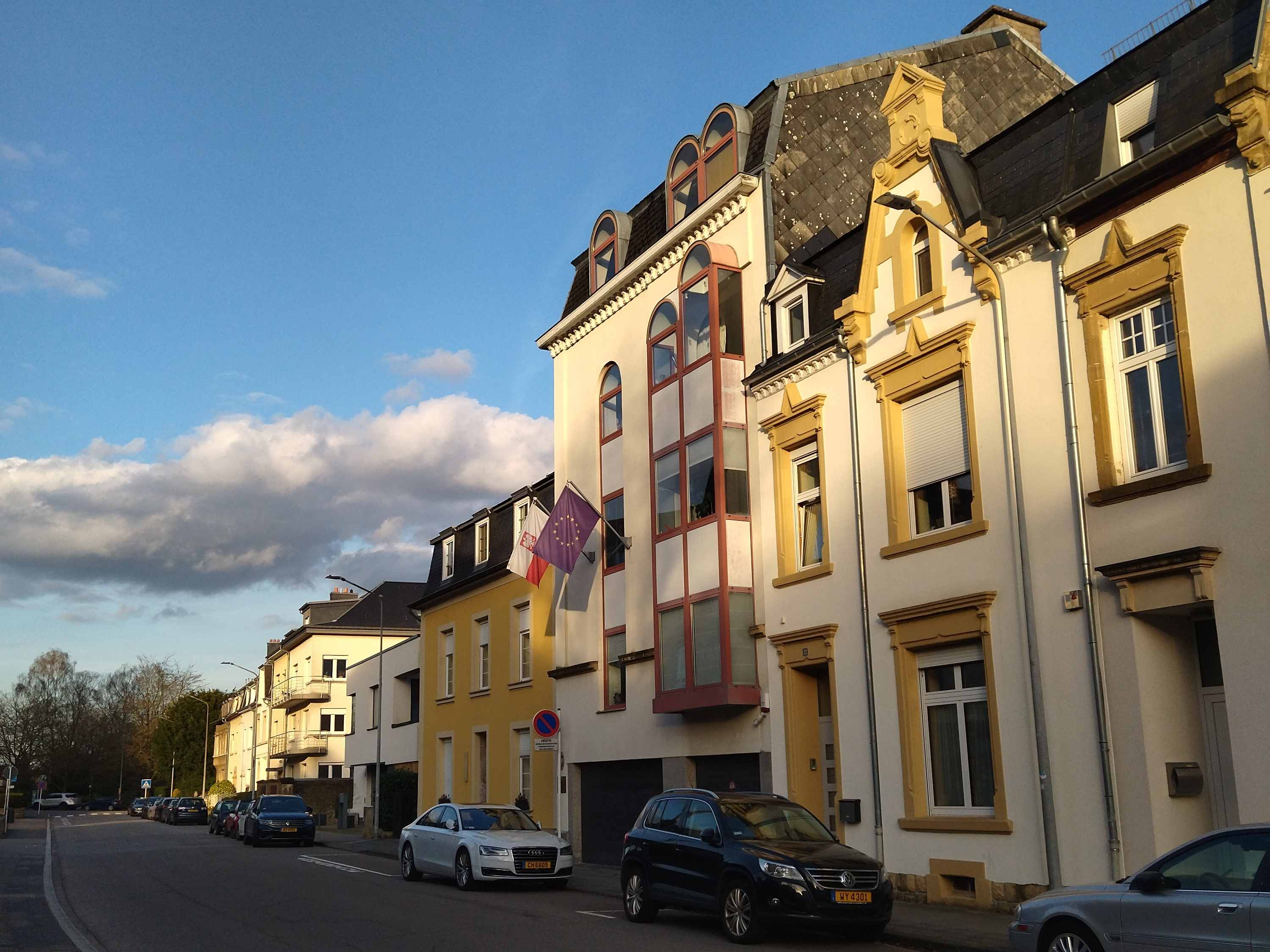
Ambassade à Luxembourg.
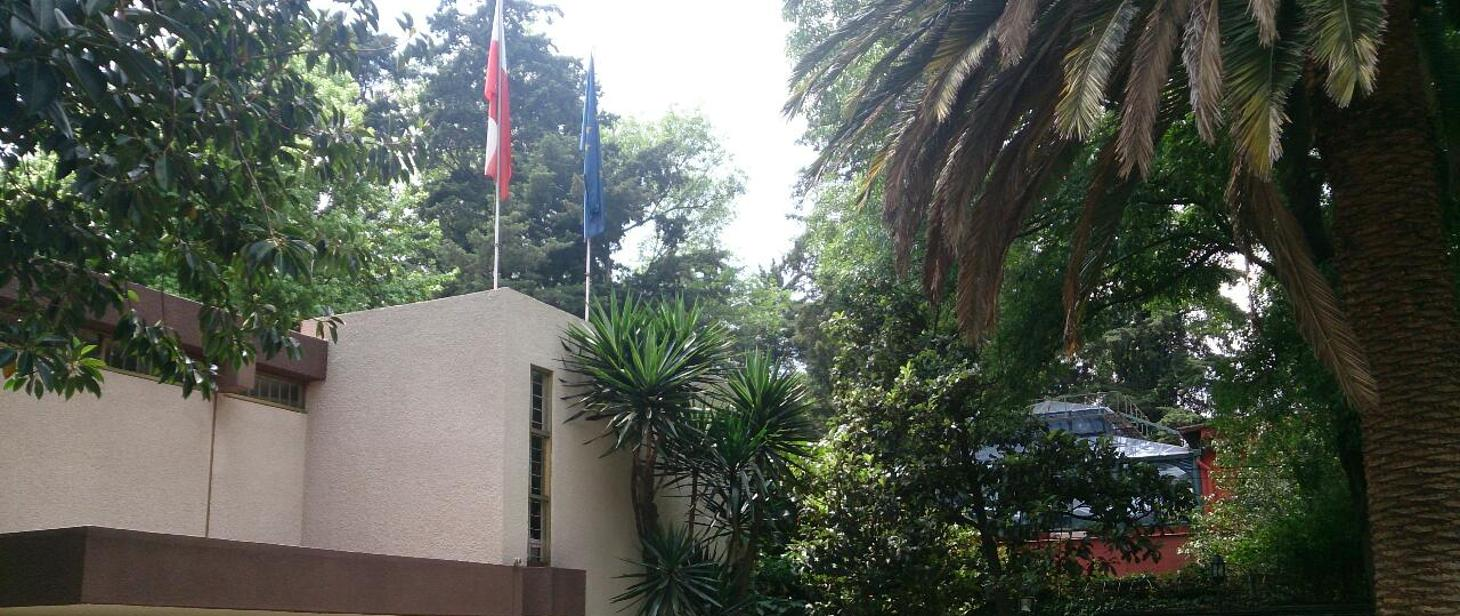
Ambassade à Mexico.
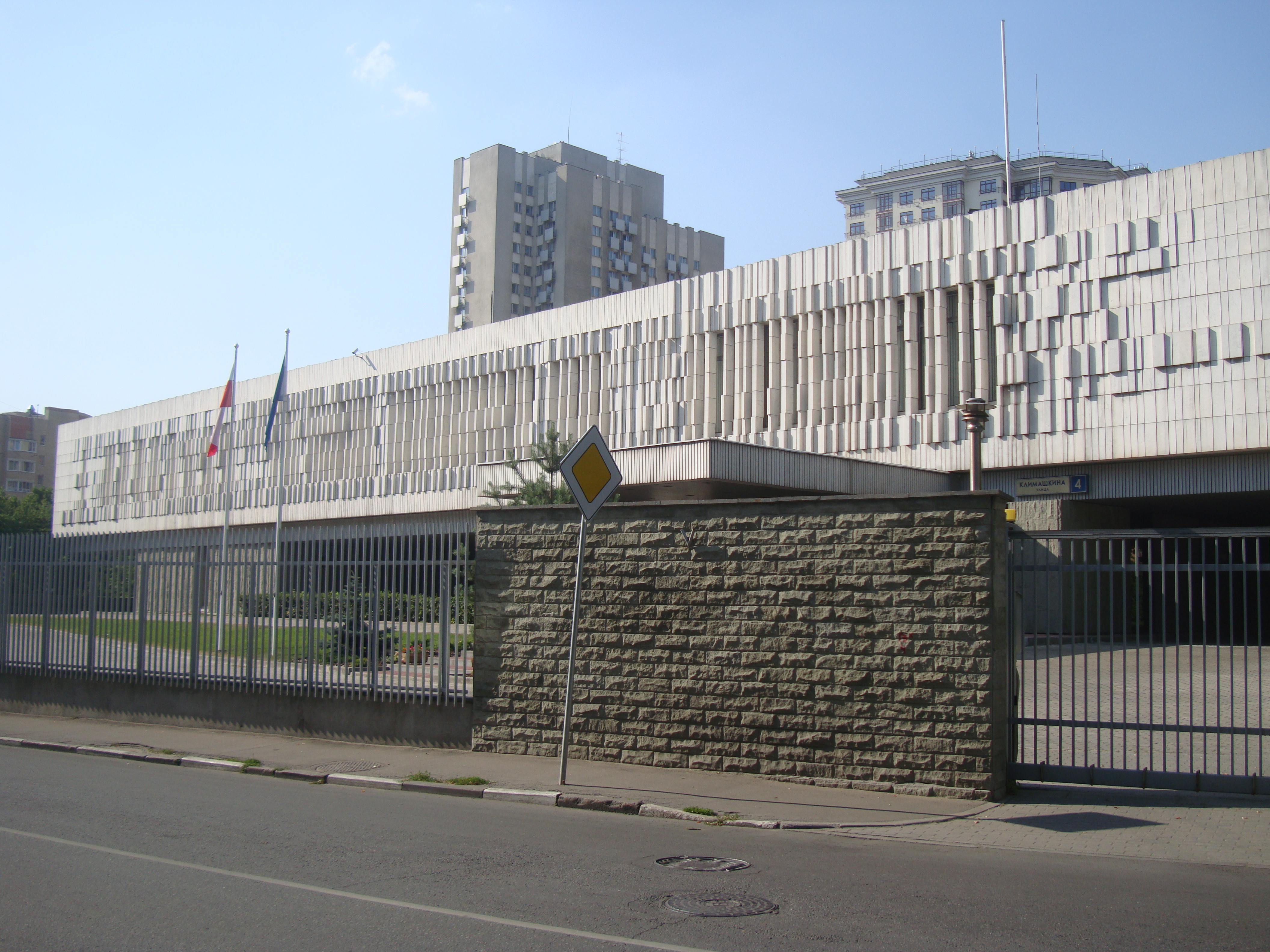
Ambassade à Moscou.
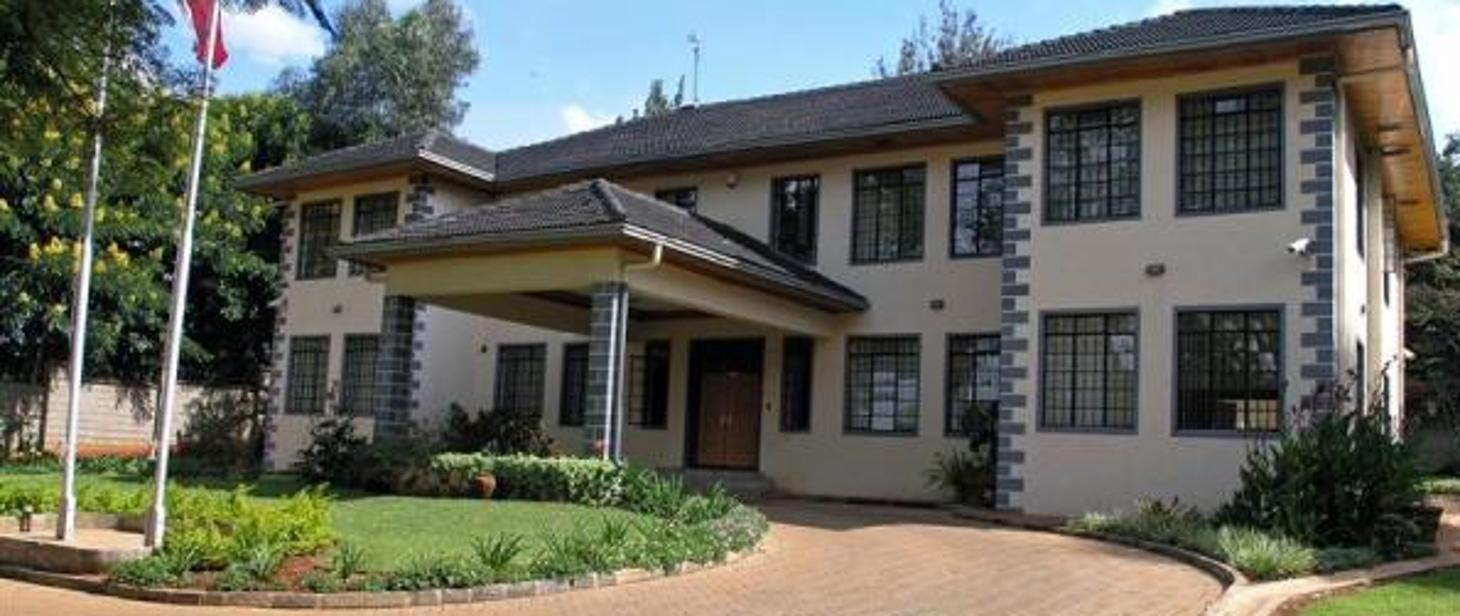
Ambassade à Nairobi.
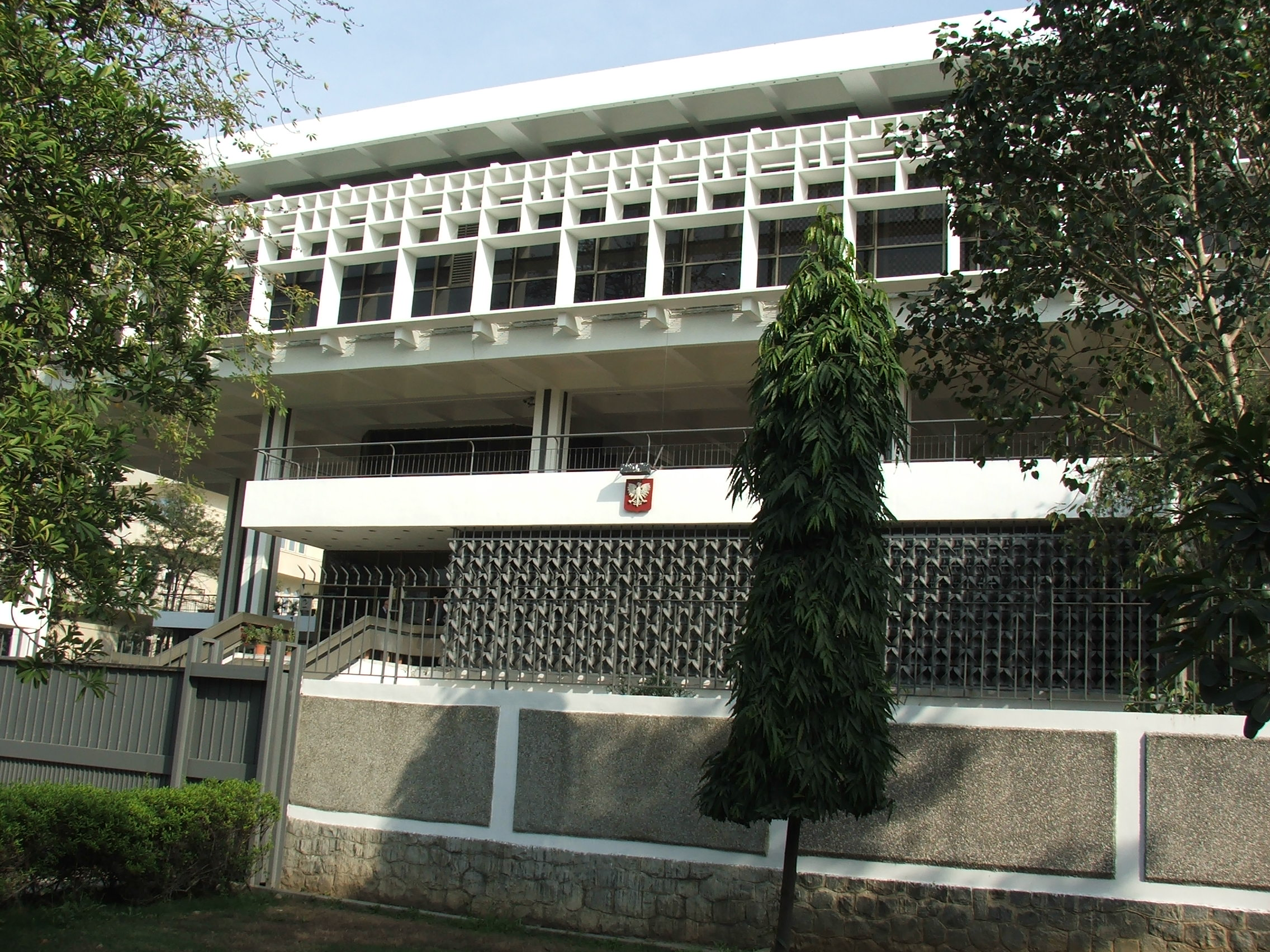
Ambassade à New Delhi.
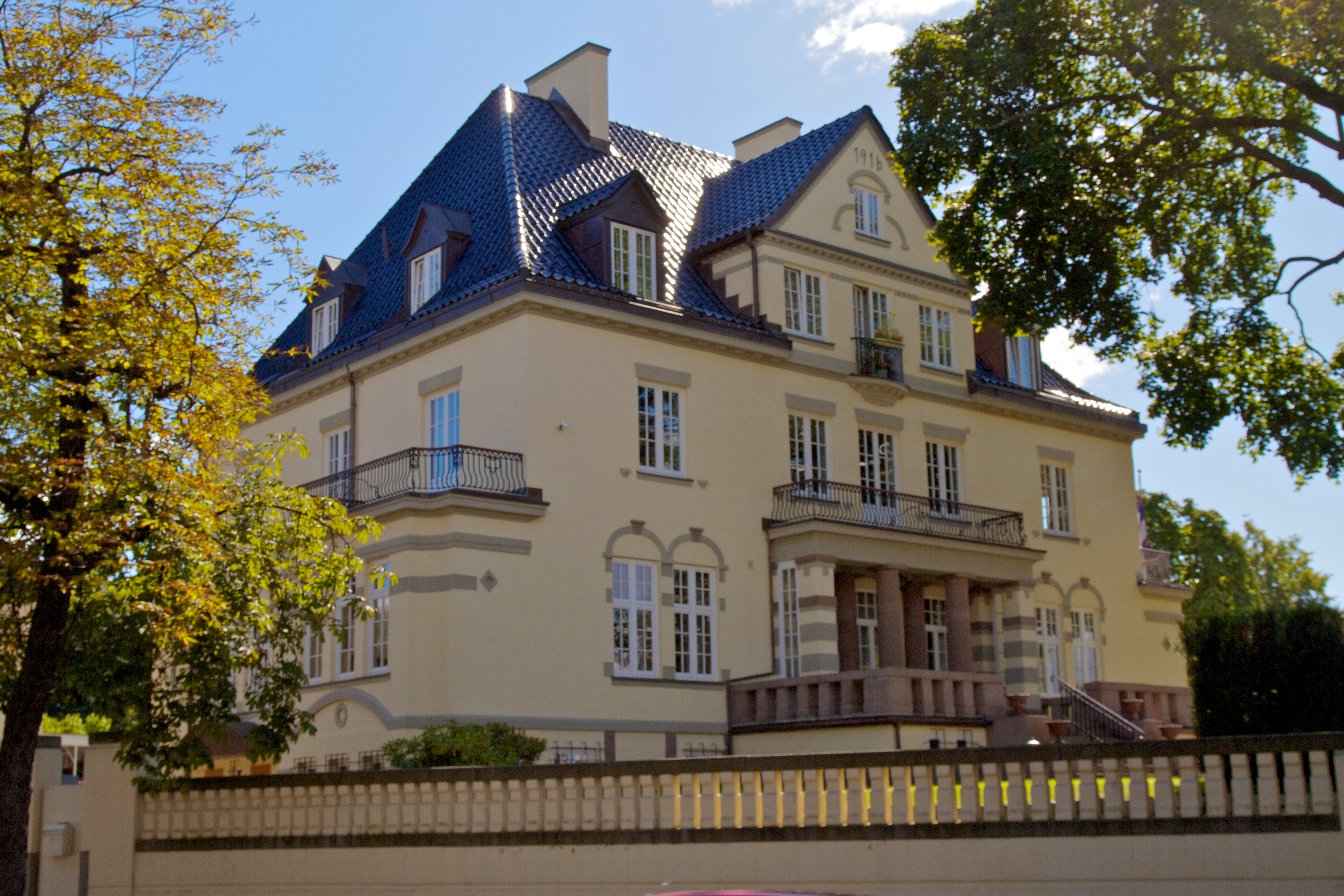
Ambassade à Oslo.
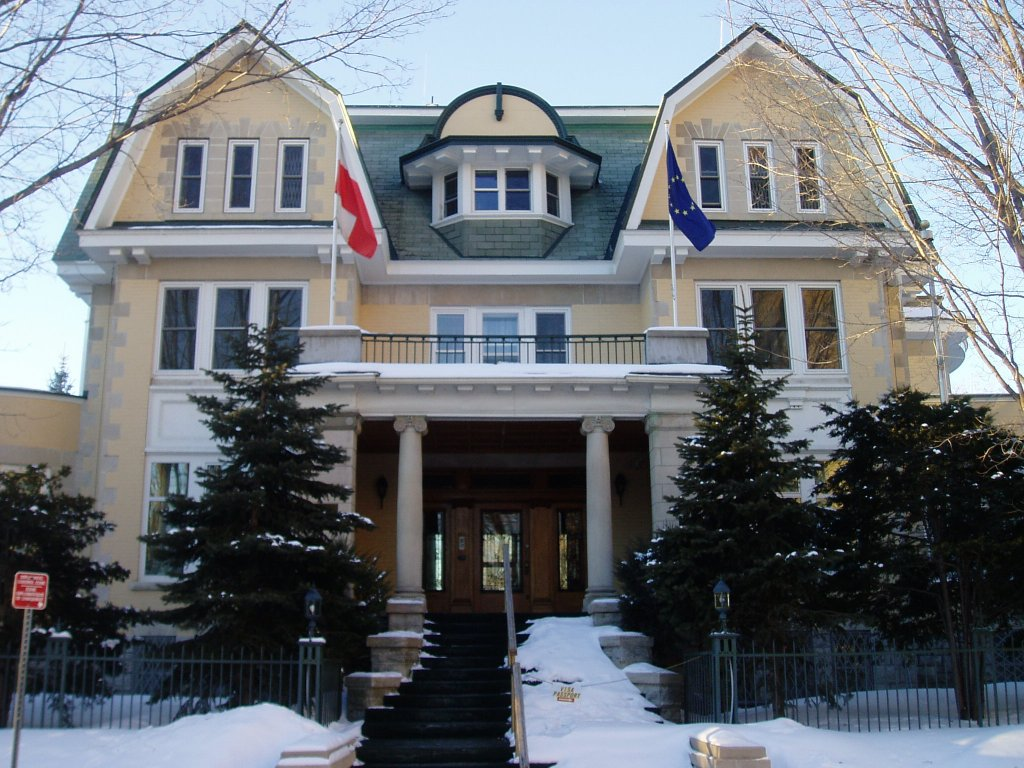
Ambassade à Ottawa.
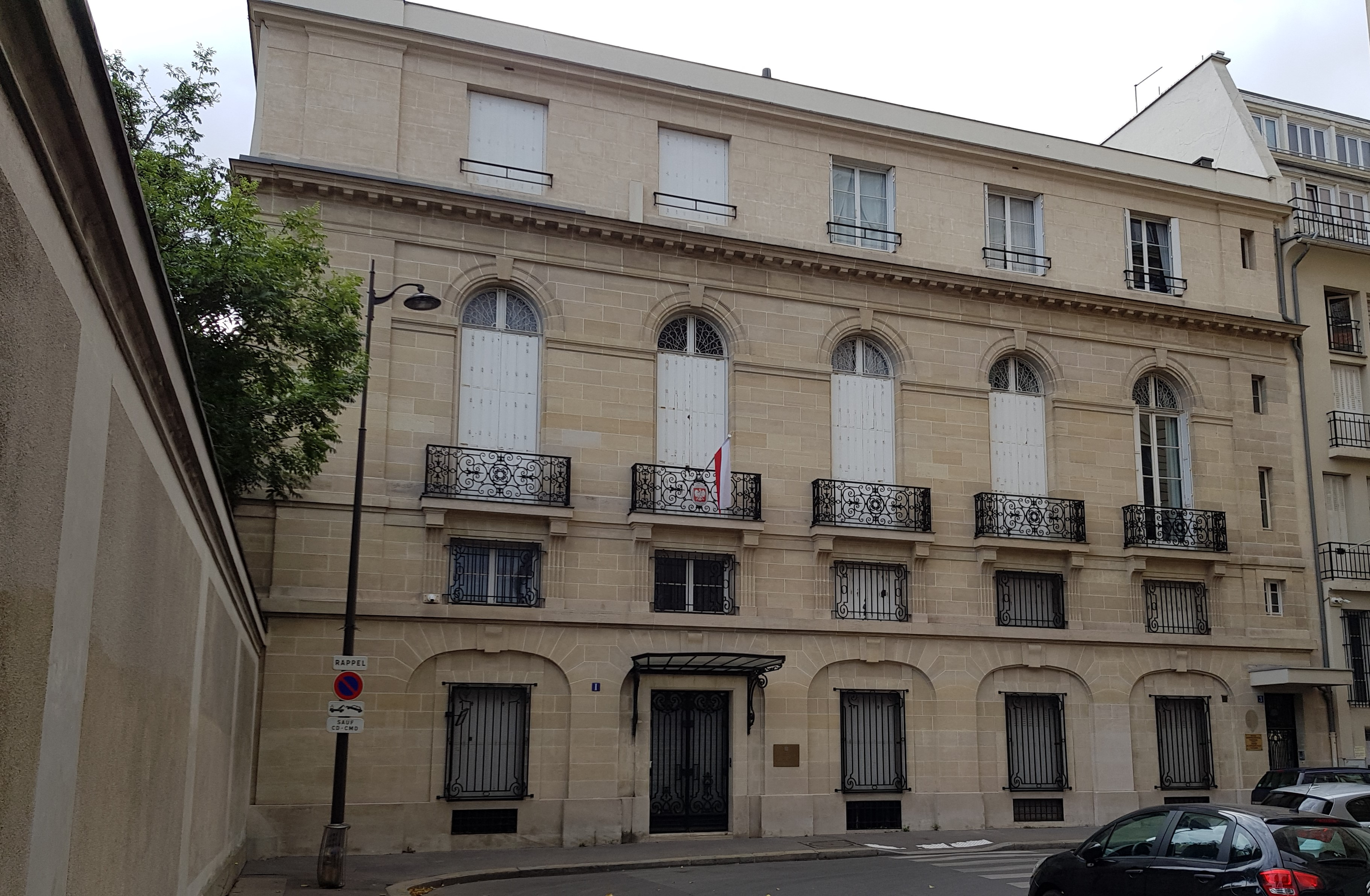
Ambassade à Paris.
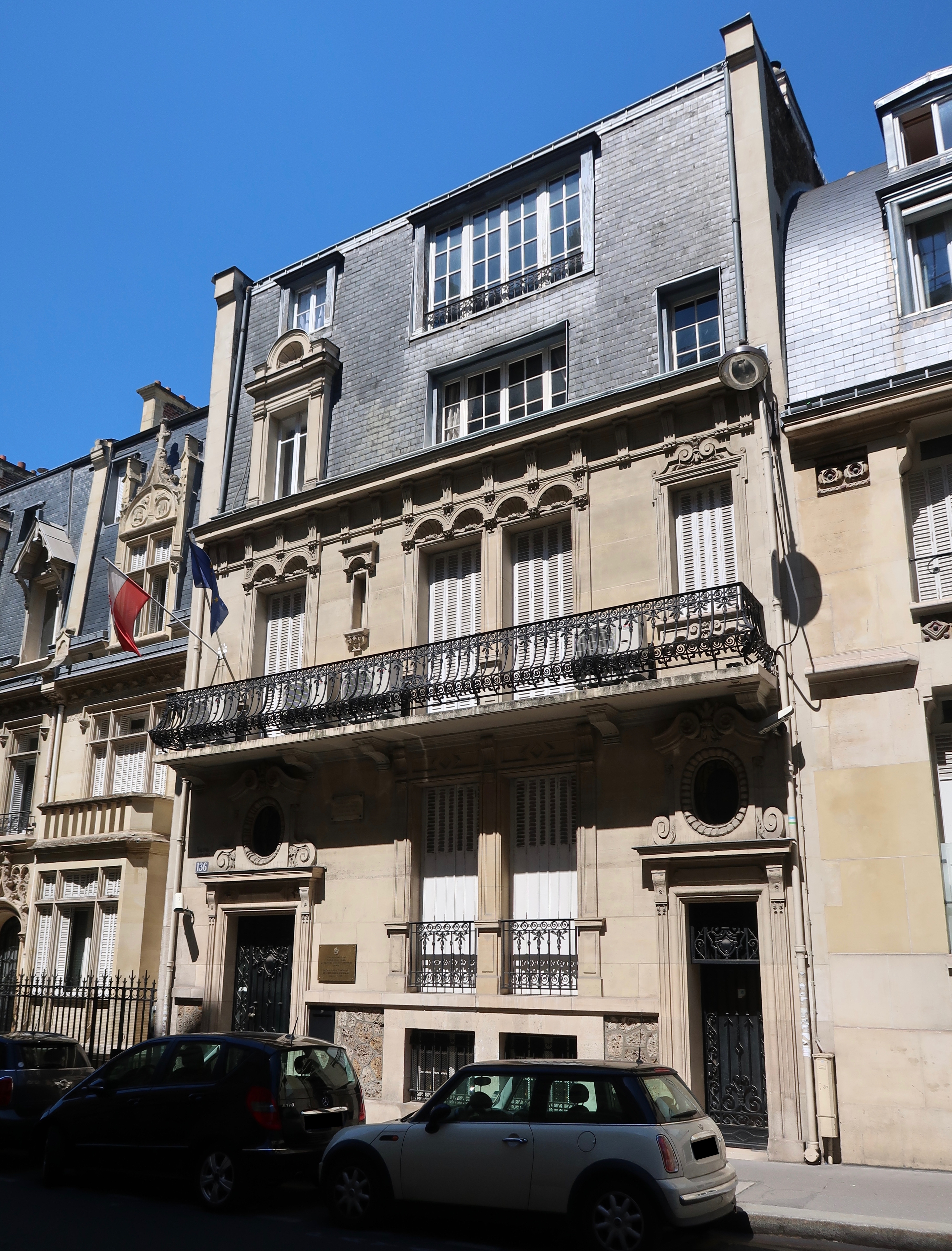
Mission permanente auprès l'OCDE à Paris.
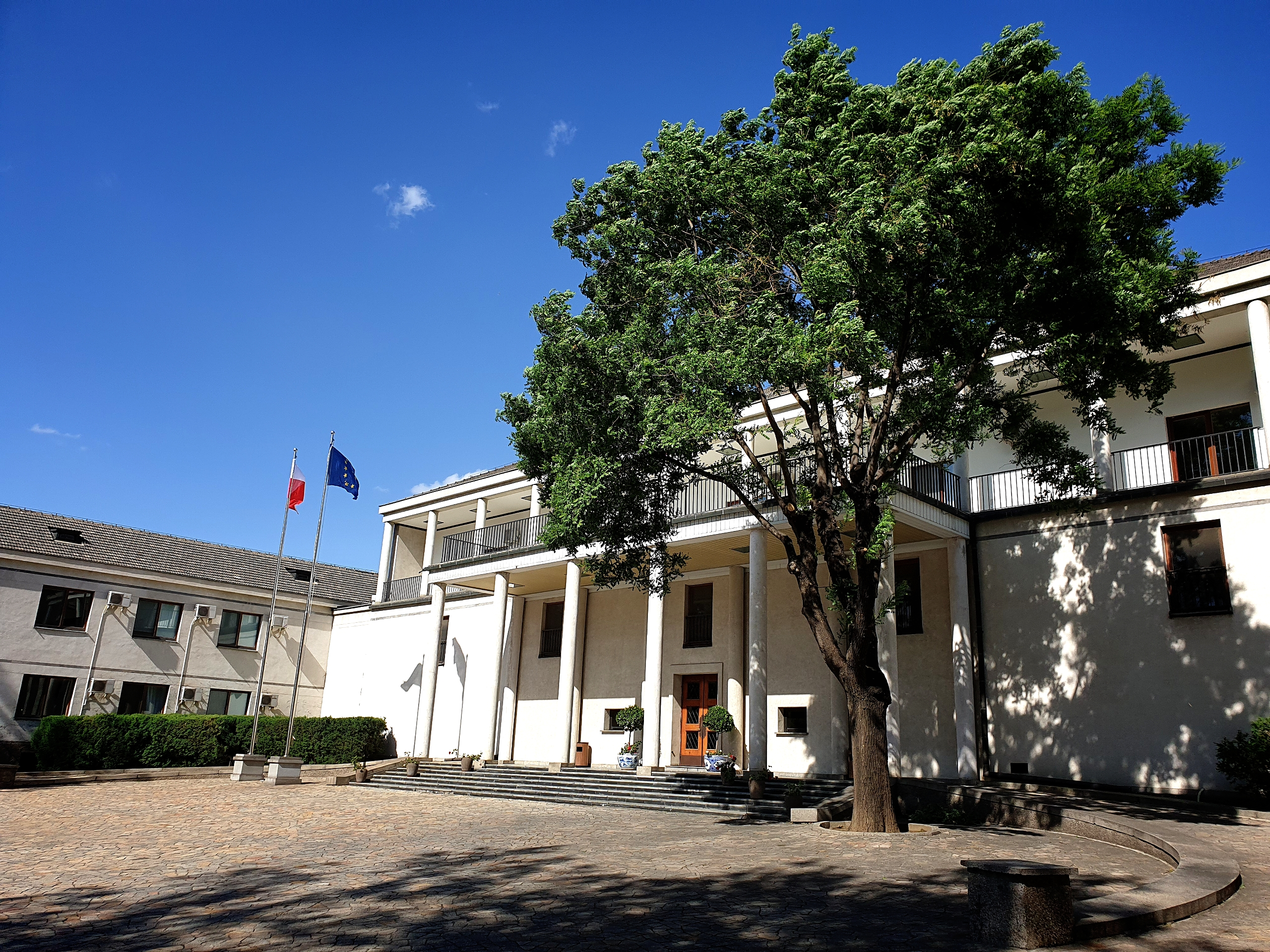
Ambassade à Pekin.
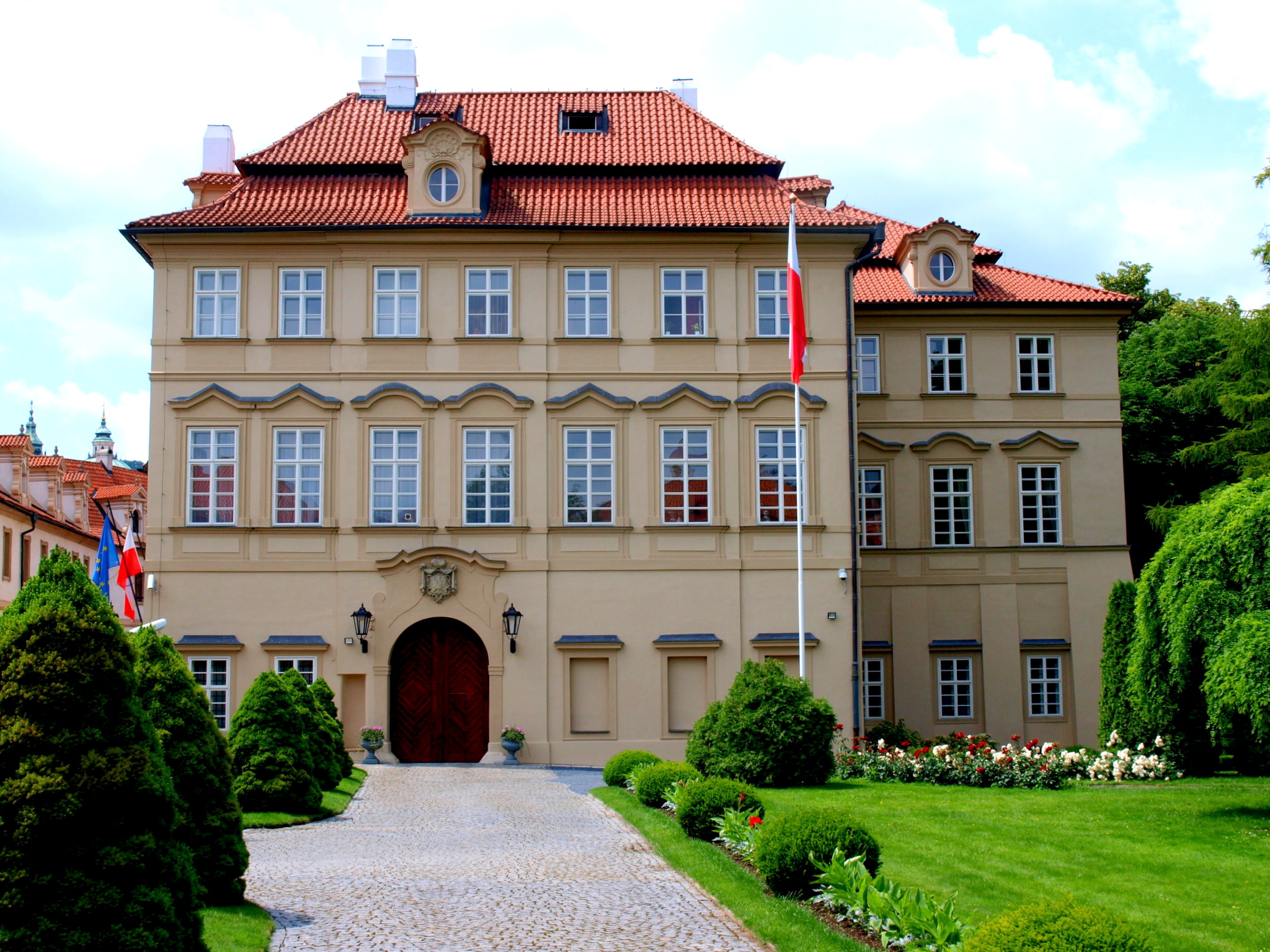
Ambassade à Prague.
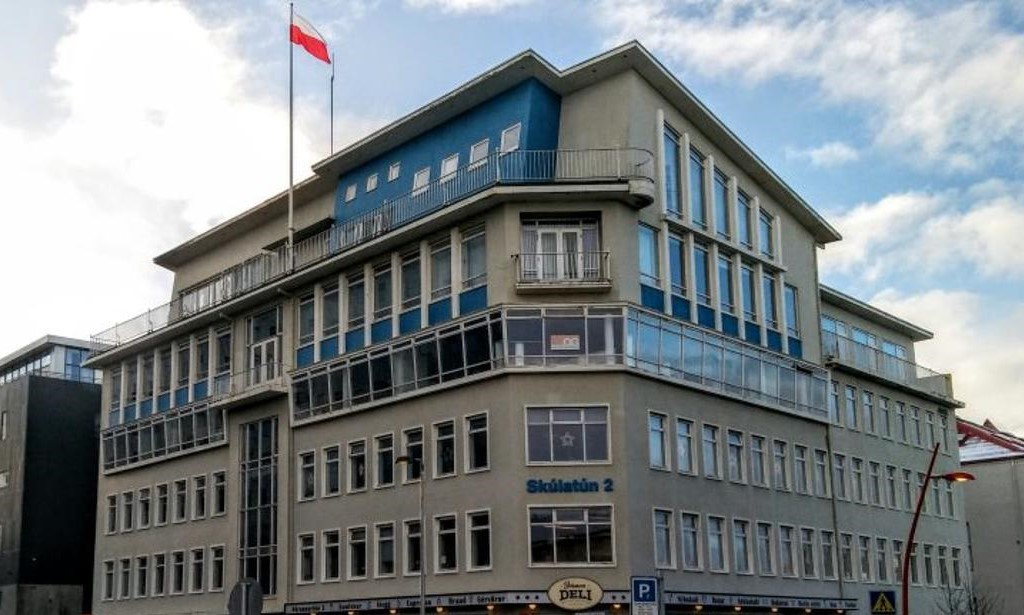
Ambassade à Reykjavik.
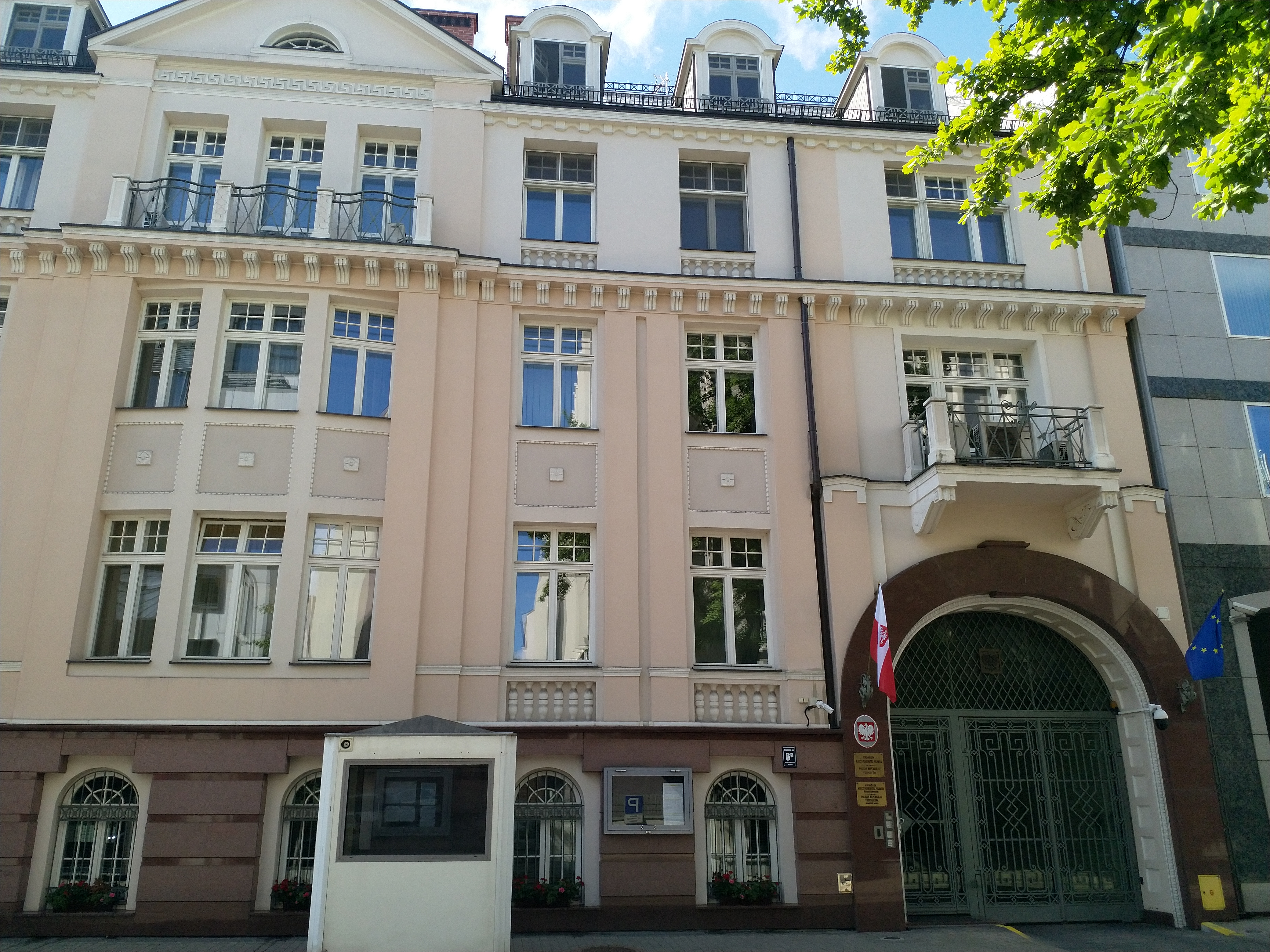
Ambassade à Riga.
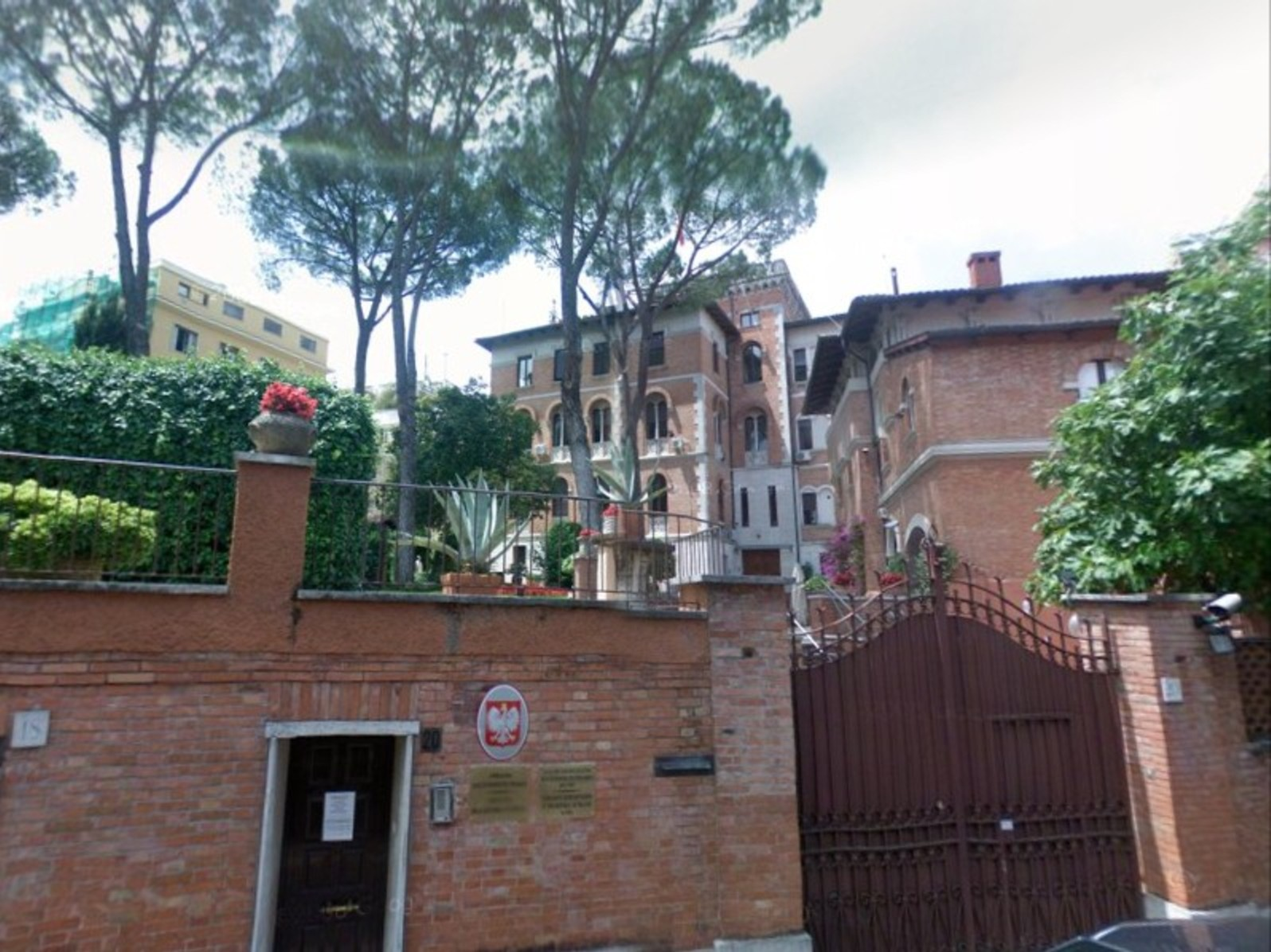
Ambassade à Rome.
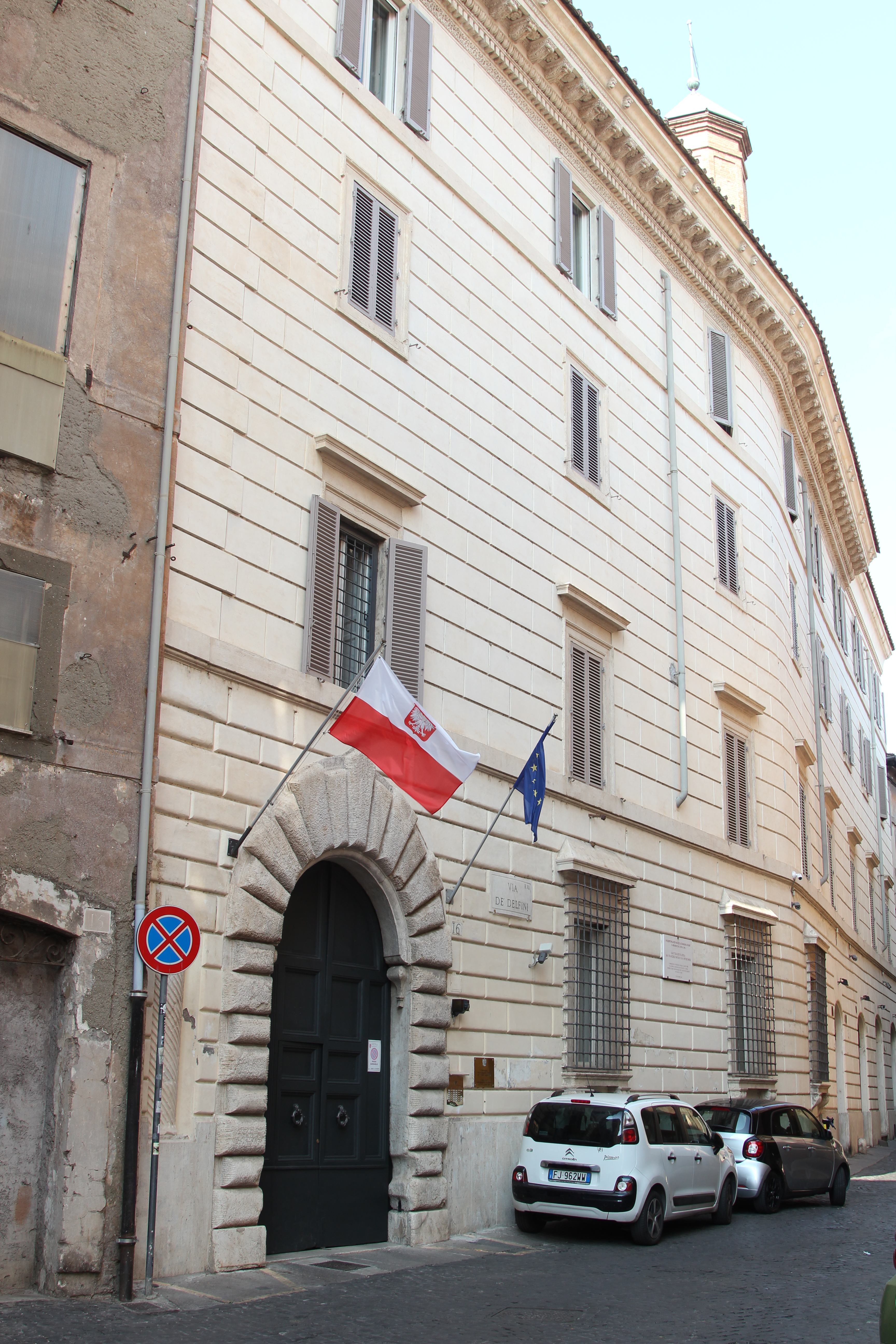
Ambassade auprès du Saint-Siège à Rome.
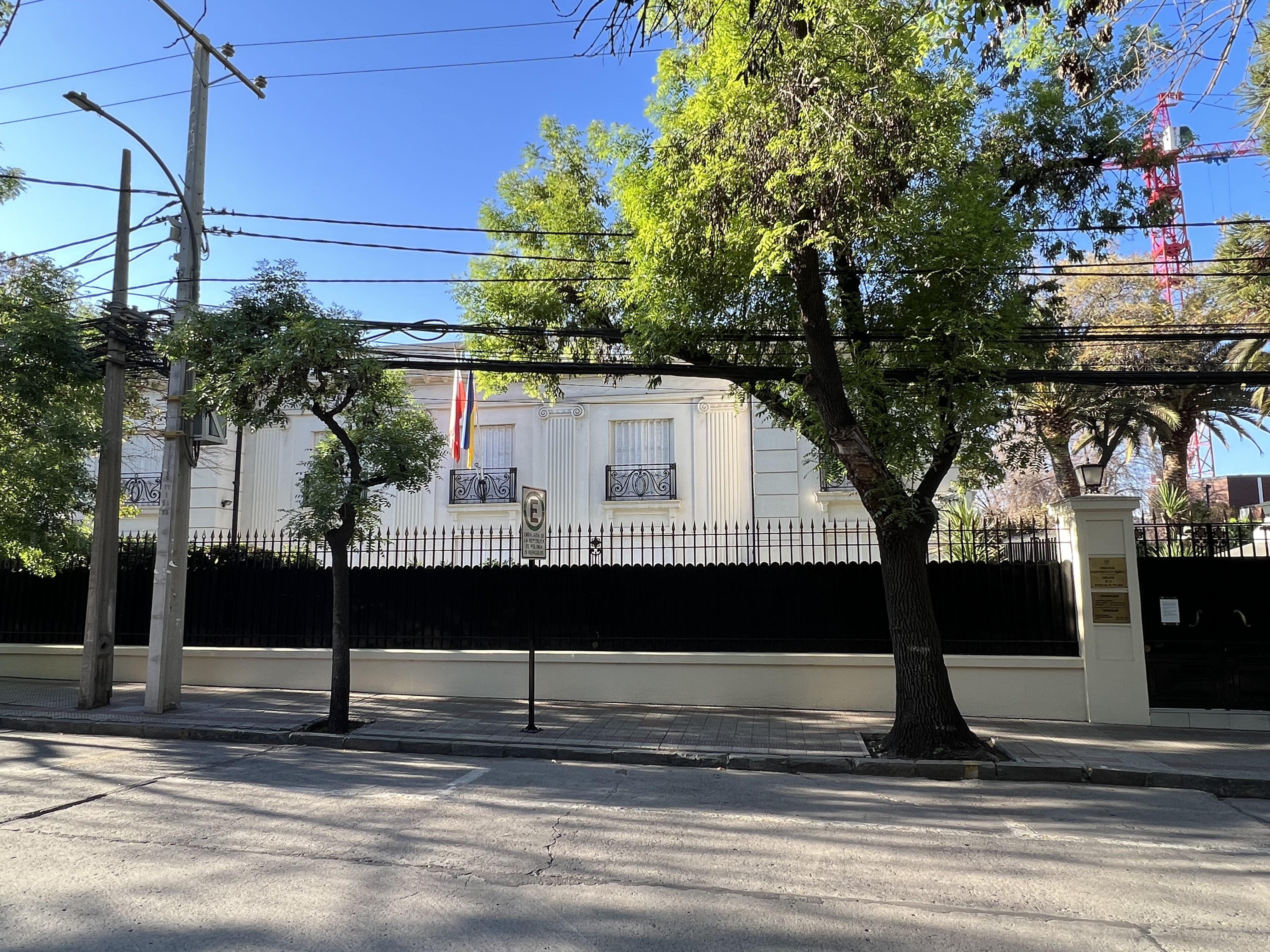
Ambassade à Santiago du Chili.
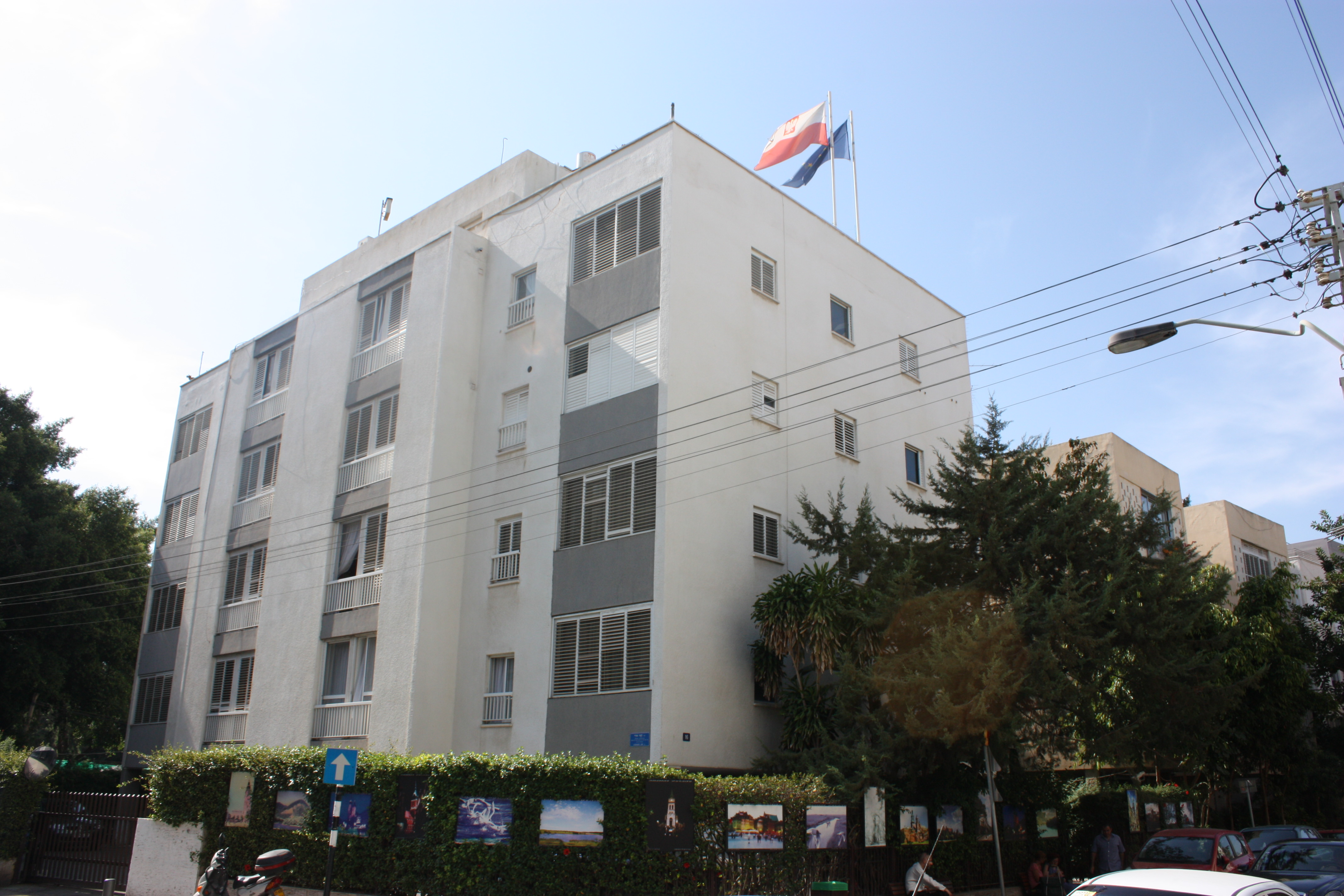
Ambassade à Tel Aviv.
Ambassade à Tokyo.
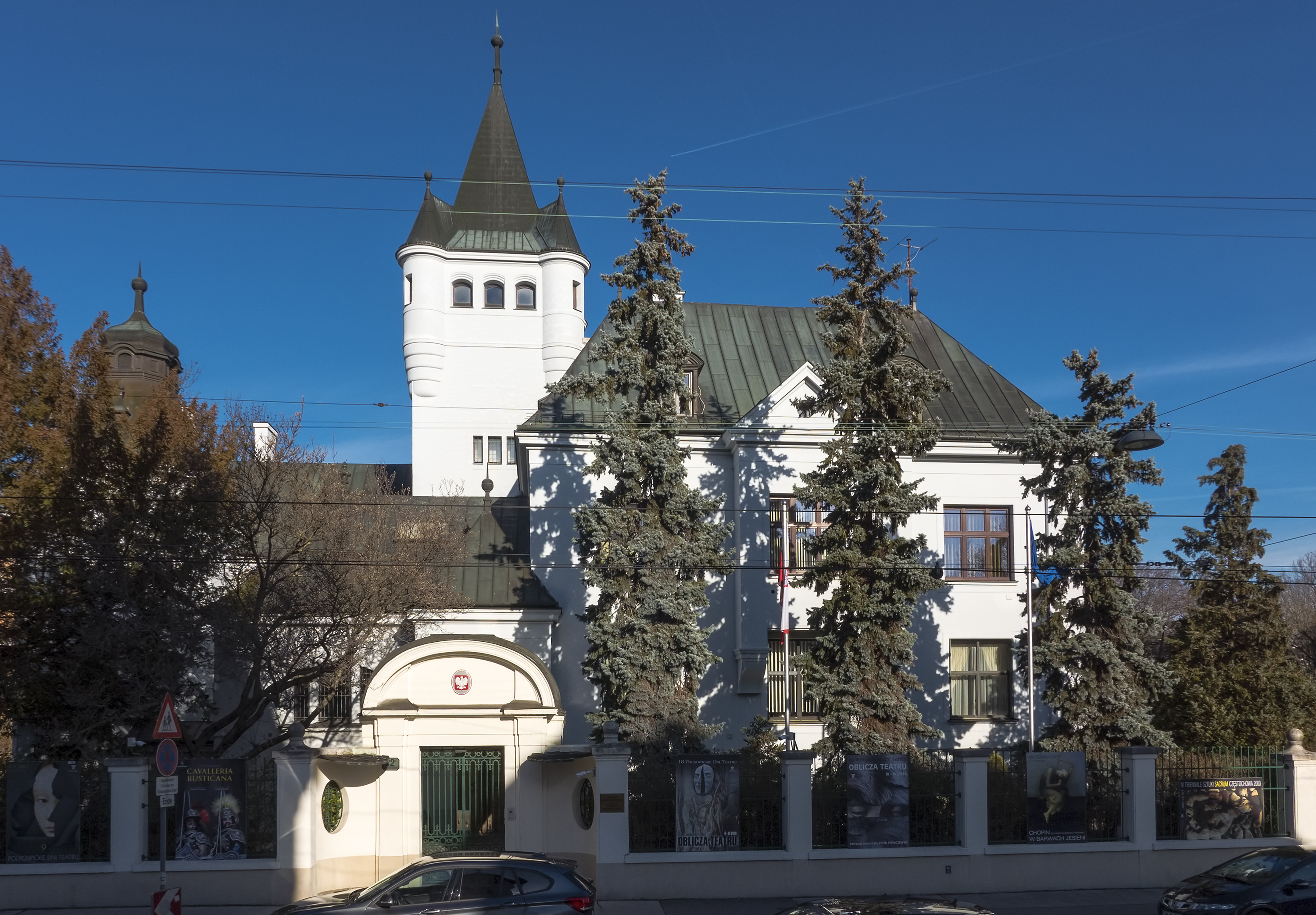
Ambassade à Vienne.
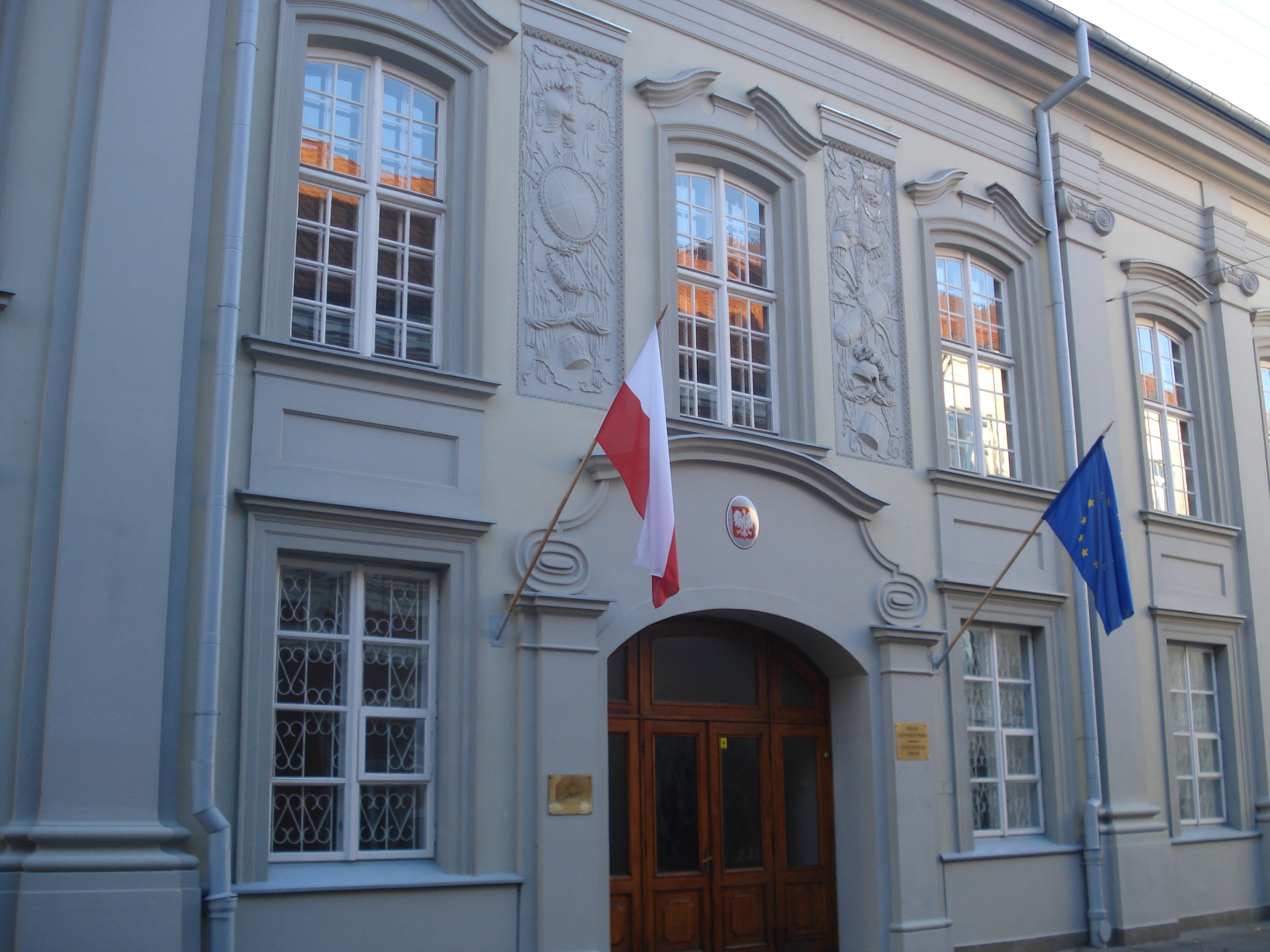
Ambassade à Vilnius.
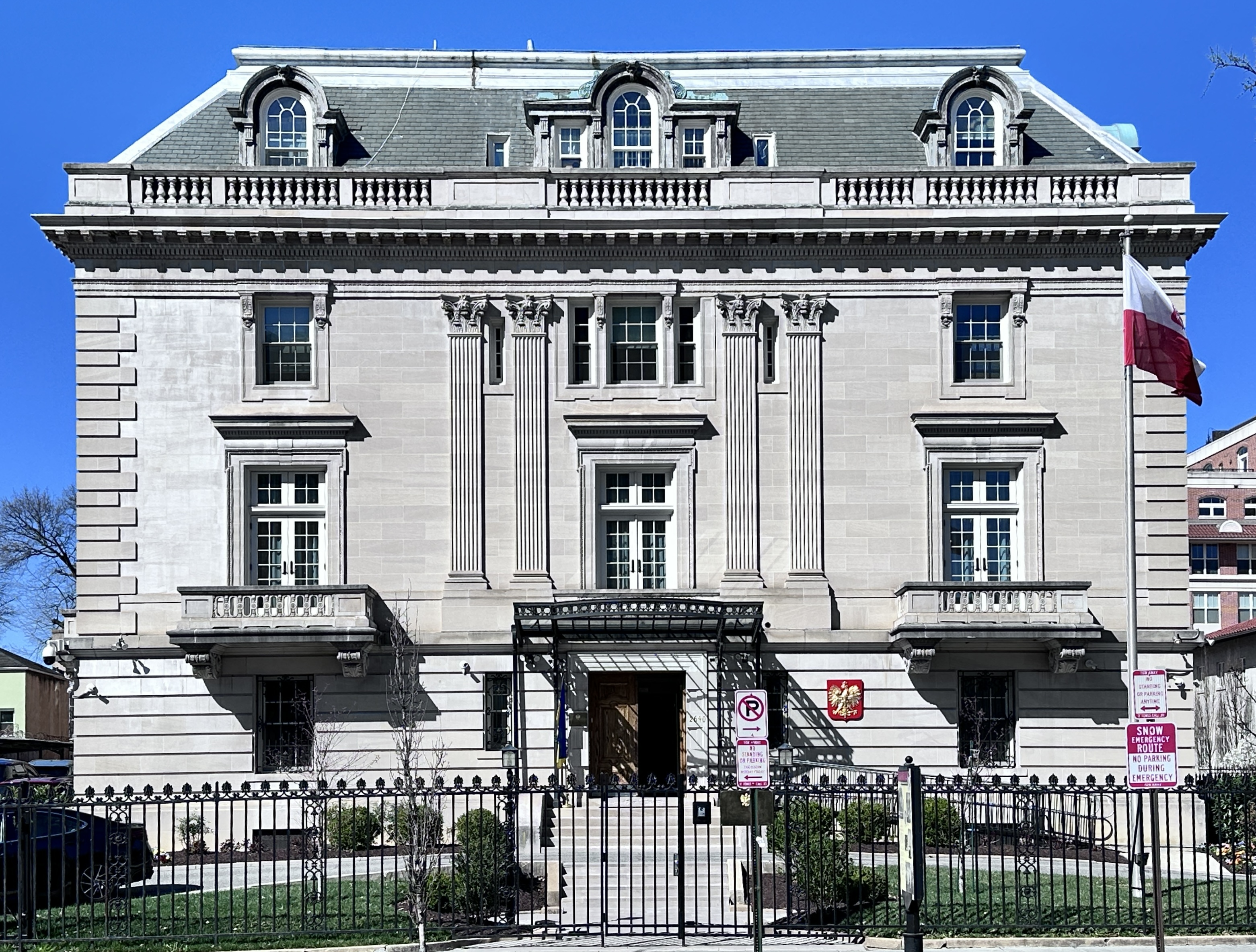
Ambassade à Washington.
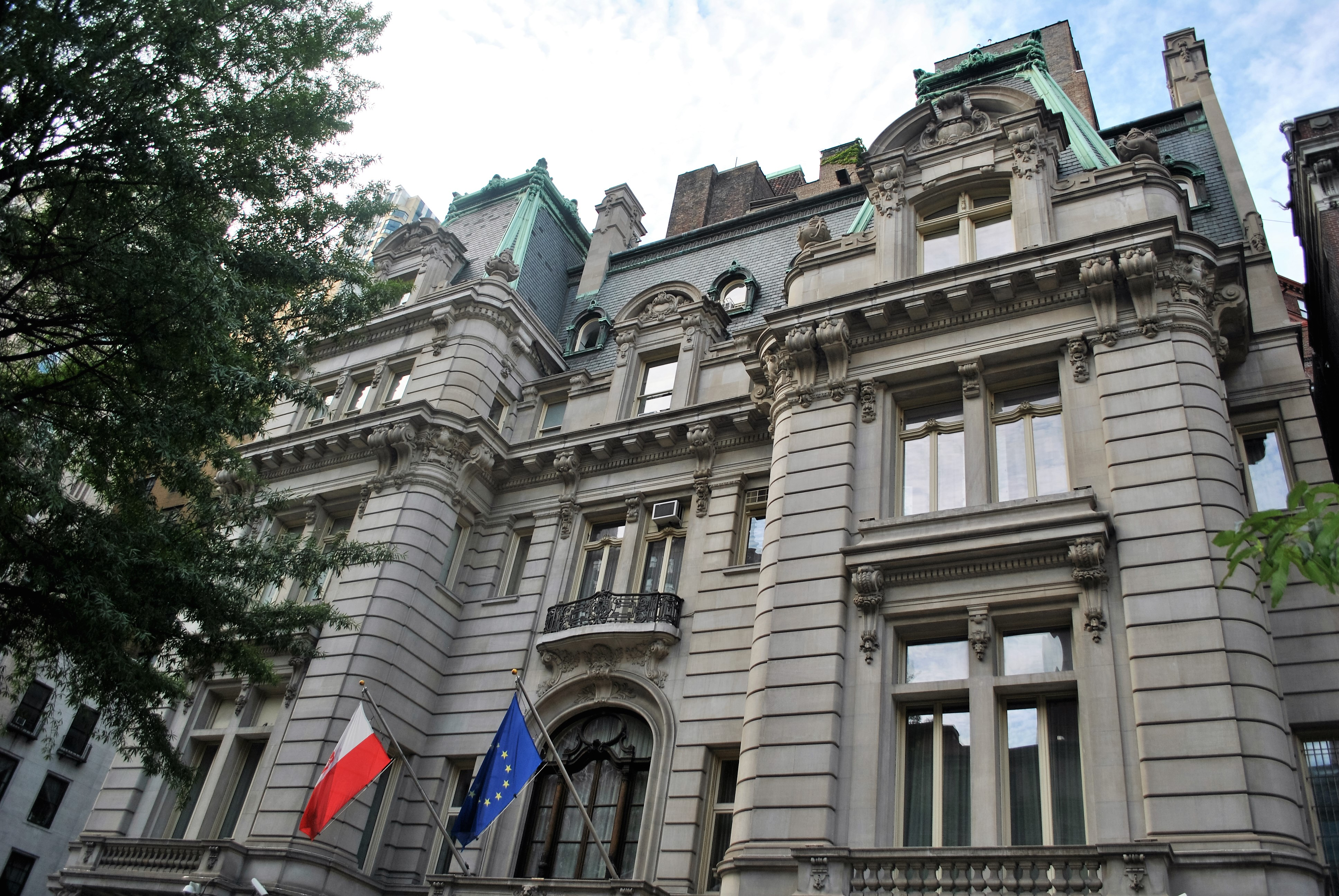
Consulat général à New York.
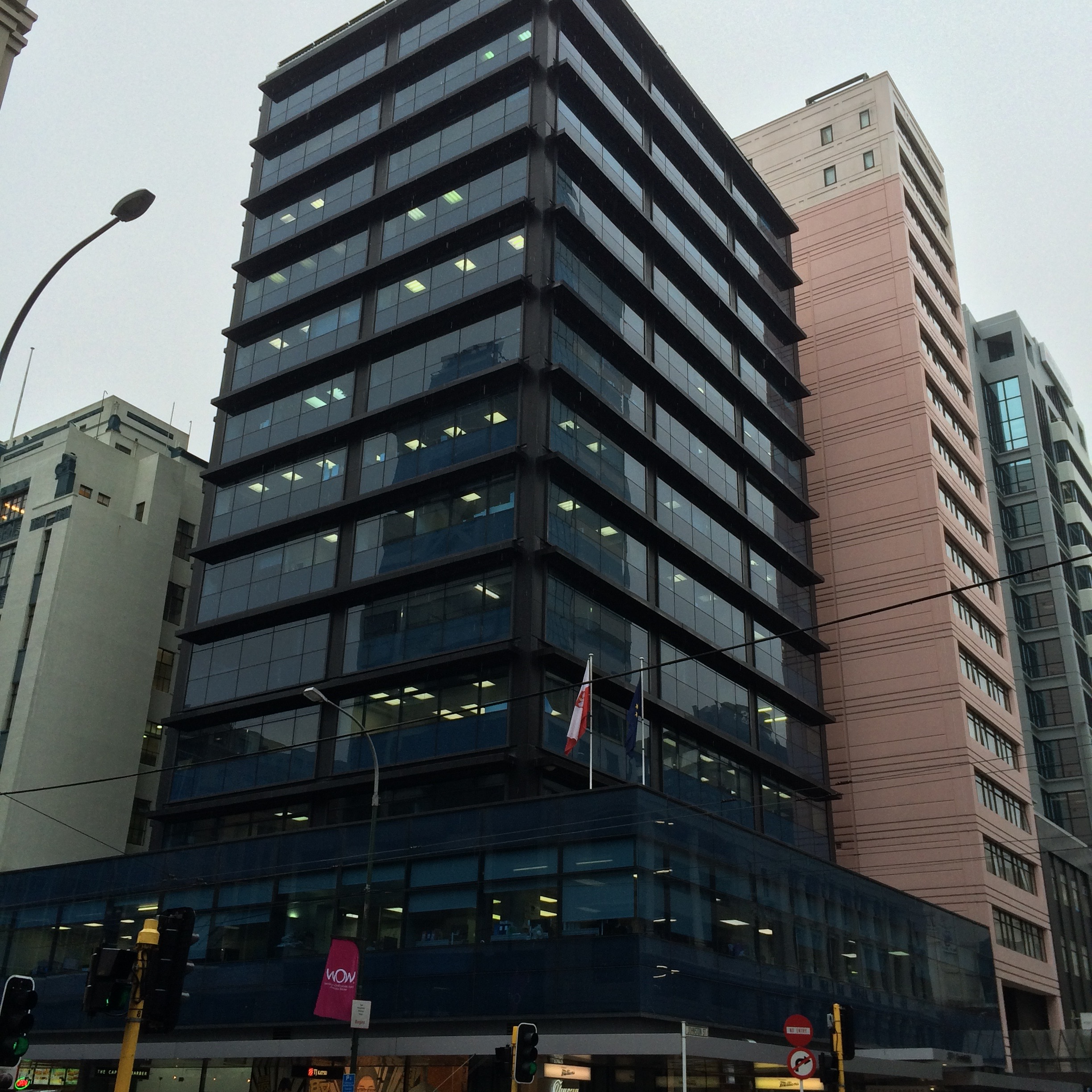
Ambassade à Wellington.

## Drapeaux et plaques

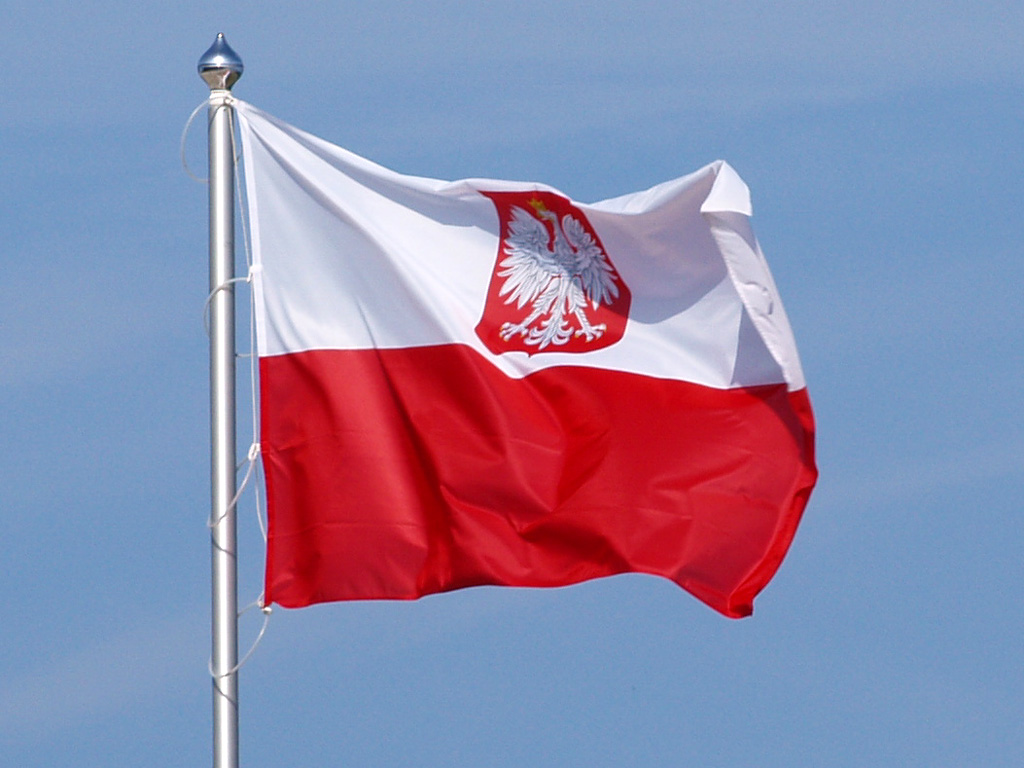
Drapeau utilisé par les missions polonaises à l'étranger.

La Pologne utilise son drapeau national avec des armoiries pour désigner les missions polonaises à l'étranger. Ce drapeau doit, selon la législation, être utilisé uniquement par le gouvernement polonais et ses agences et services diplomatiques associés. De plus, le drapeau est utilisé comme pavillon par les navires immatriculés en Pologne en haute mer. Enfin, la plaque gouvernementale traditionnelle est également apposée sur toutes les missions polonaises à l'étranger.
| Objet | Utilisation                                                      | Description |
| ----- | ---------------------------------------------------------------- | --- |
|       | Drapeau d'État utilisé par les missions diplomatiques polonaises | Le drapeau de la Pologne avec les armoiries de la Pologne                                                           |
|       | Plaque apposée sur les missions diplomatiques polonaises         | Une plaque gris argenté avec une bordure cramoisie et blanche, sur laquelle les armoiries de la Pologne sont fixées |